# 郑州新郑国际机场
郑州新郑国际机场（简称新郑机场），是中华人民共和国河南省郑州市的一座大型民用机场、中国民航局确定的中国八大航空枢纽港之一。机场按照国际化标准设计，飞行区等级为4F级，于1997年建成通航，是中国国内干线运输机场和国家一类航空口岸。郑州新郑国际机场是河南省最主要的民用机场，作为河南省的空中门户和国内重要的航空港之一，承担着河南省的大部分航空运输任务，运输规模占全省民航运输的96%以上。根据2019年的统计数据，新郑机场旅客吞吐量2912.93万人次，位列中国大陆第十二，货邮吞吐量52.2万吨，位列中国大陆第七，为中部六省旅客吞吐量和货邮吞吐量最大的机场。
新郑机场坐落在郑州市东南新郑市薛店镇和孟庄镇交界，距离郑州市区25公里，由河南省机场集团有限公司管理运营，目前为卢森堡货运航空、中国南方航空、西部航空、东海航空、祥鹏航空、深圳航空等航空公司的基地机场。根据远景规划，新郑机场将建设为国际航空货运枢纽和国内航空综合枢纽。

## 历史

### 初期发展

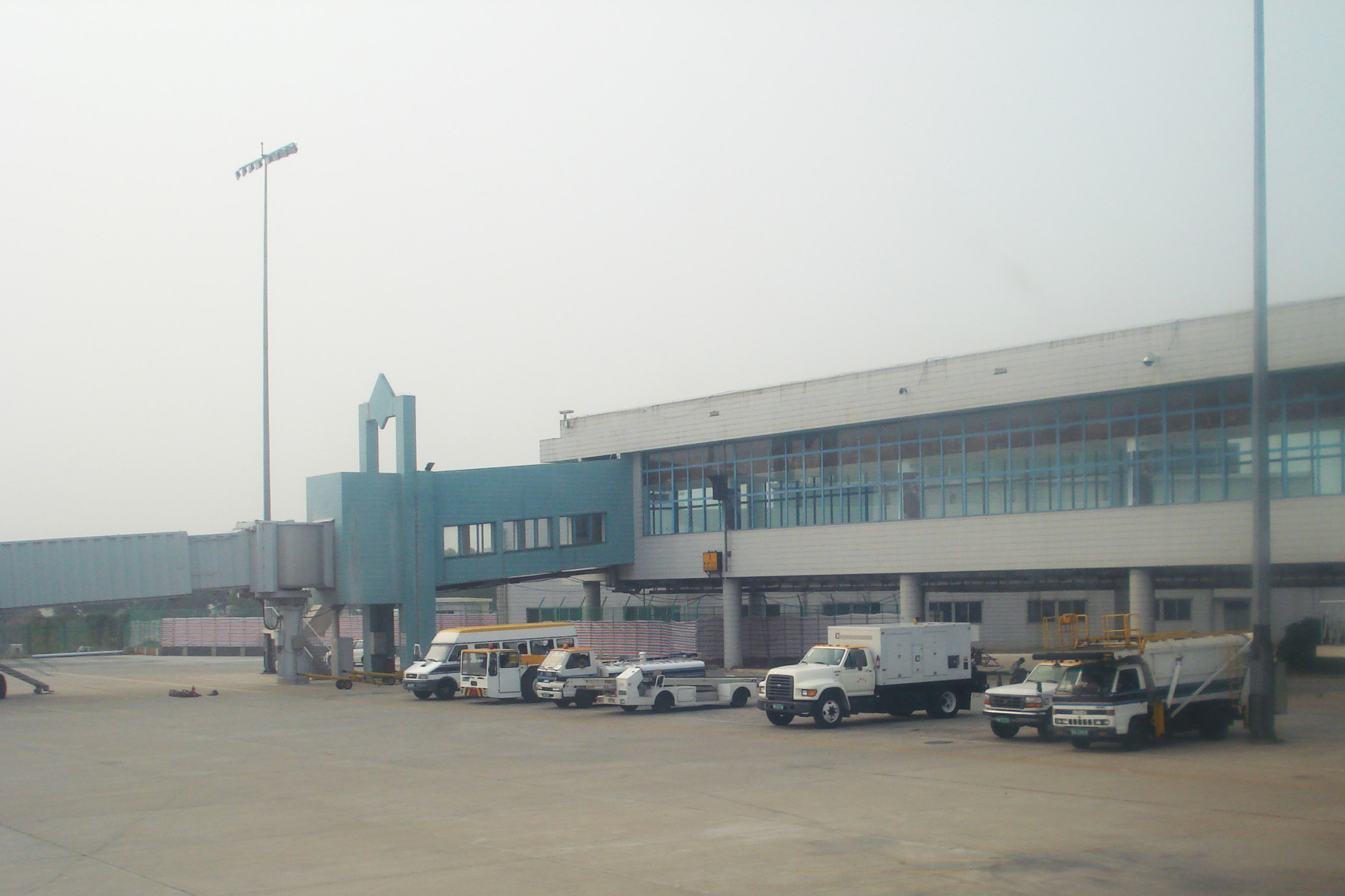
1997年投入使用的航站楼，摄于2006年。该航站楼2007年翻新为现在的1号航站楼

郑州的主要机场原为位于郑州市区东部的郑州东郊机场，该机场始建于1942年，1956年中国民航建立民用航空站，将该机场改为军民合用机场。随着郑州城市发展的需要，1992年国务院批准在新郑市薛店镇兴建新的民用机场。新机场最初以所在镇命名为“郑州薛店机场”，1996年改为“郑州新郑机场”。机场于1994年6月24日奠基动工兴建，并于1997年8月28日建成并投入使用。首期工程占地面积近7000亩，航站楼建筑面积4.5万平方米，工程总投资13.2亿元，土建工程造价1.2亿元。机场站坪面积10.9万平方米，可同时停放12架飞机，设有长3400米宽60米双向混凝土跑道一条，装备有I类仪表着陆系统，飞行区等级为4E级，可满足波音747-400型全重起降。新郑机场启用后，原东郊机场的民用航班全部转入新郑机场，原ICAO代码ZHCC，IATA代码CGO也都转移至新郑机场，东郊机场停止了民航服务，并在2000年后随着郑东新区的规划而拆除，在其原址兴建了郑东新区CBD。
2000年9月30日，经中国国务院批复，同意郑州航空口岸对外籍飞机开放，新郑机场成为国内第21座国际机场，2002年7月9日正式开通国际航线。

### 改扩建工程

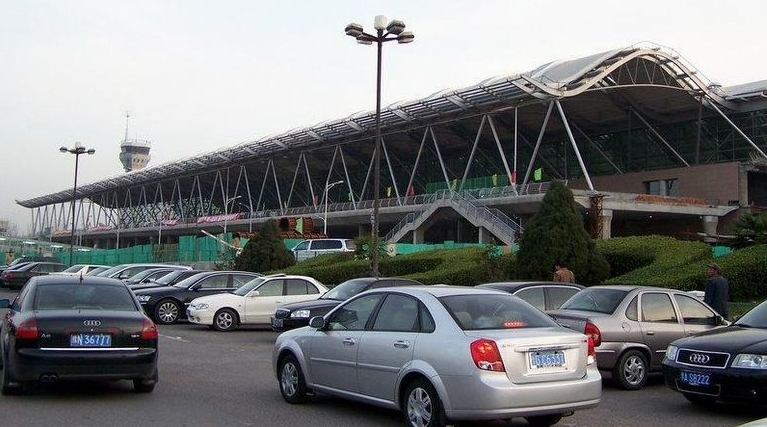
改扩建中的1号航站楼，摄于2007年

2005年，新郑机场改扩建工程正式启动，并于2007年完成。改扩建后，郑州机场航站楼面积达到近13万平方米，停机坪达到26万平方米，停放机位从以前的14个增加到43个，最大的两个停机位可以停包括空中客车A380和波音777在内的最先进的飞机机型。机场年旅客保障能力从380万人次提升到1200万人次。
2008年，新郑国际机场成为首批可直航台湾的机场之一，由中国南方航空公司、深圳航空和中华航空三家公司经营郑州至台湾的飞行业务。国际航线上，有定期前往韩国首尔等地的航班，以及部分包机航线。2008年完成旅客吞吐量588.76万人次，跻身全国机场20强。
2009年，郑州机场旅客吞吐量达到734万人次、货邮吞吐量7万吨。2010年全年旅客吞吐量871万人次。截止2010年，共有17家航空公司在郑州机场运营，开通航线78条，通航55个城市和地区，每周航班1400多个。2011年共完成旅客吞吐量1015万人次，首次突破千万，出入境人数突破30万大关，正式跨入国家大型机场行列。
2014年郑州机场旅客及货邮吞吐量再创新高，完成旅客吞吐量15805443人，同比增长20.29%；货邮吞吐量370420.8吨，同比增长44.86%；运输起降147176架次，同比增长15.64%。

### 货运发展
2010年以来，郑州机场引进了国内外一些知名的货运航空公司，开通郑州经莫斯科至欧洲的定期国际货运包机航线，郑州的货物可直达莫斯科、阿姆斯特丹、法兰克福、卢森堡和布拉格等十多个城市。
2010年，富士康落户郑州航空港区，建立以生产智能手机为主的工厂，并带动了相关产业的发展。与之相呼应的是，新郑机场的货运量开始迅速增长，从2010年的8.58万吨增长至2017年的50.27万吨，平均年增速高达34%。新郑机场迅速成为中国第七大货运机场。
2014年，河南航投收购卢森堡货航35%的股权，卢森堡货航开通了飞往新郑机场的航线。自此以后，卢森堡货航在全球范围内正式启动了双枢纽战略，新郑机场成为卢森堡货航的枢纽机场，并开通了多条通往欧洲和北美的货运航线。2017年6月13日，卢森堡货航与河南航投签订协议，合资成立以郑州为基地的本土货运航空公司。

### 二期工程
郑州新郑国际机场二期工程于2012年12月19日开建。二期工程占地8587亩，主体建筑包括总面积48.45万平方米的2号航站楼、长3600米的第二跑道及第二平行滑行道（跑道飞行区用地6310亩）、总面积27万平方米的GTC综合交通换乘中心、高93米的新塔台、占地4.1万平方米的货运站以及空管、供油等相关配套设施。机位81个，其中近机位69个，远机位8个，货运机位4个。工程设计旅客吞吐量2900万人次/年、货邮吞吐量50万吨/年、飞机直降量23.6万架次/年。
2015年9月二期工程主体完工，2号航站楼与综合换乘中心（GTC）于2015年12月19日投用，第二跑道于2016年1月7日投用，使新郑机场成为中国中部地区第一个拥有双航站楼双跑道的机场。

### 近期发展
2015年以来，新郑机场的远程与洲际客运航班开始发展。阿联酋航空于2016年5月3日开通迪拜经银川至郑州的航线（已于2018年11月中止），成为郑州第一条通往中东地区的航线。2016年11月11日，四川航空开通成都经郑州至温哥华的航线，为新郑机场第一条定期洲际直飞航线。随后多家航空公司又陆续开通了从新郑机场前往墨尔本、悉尼和伦敦希斯罗的定期洲际直飞航线。
2015年12月31日，郑机城际铁路开通运营，新郑机场实现空铁联运。2017年1月12日，郑州地铁城郊线开通，将新郑机场纳入郑州地铁系统中，标志着新郑机场成为继上海虹桥机场之后，全国第二个将地铁、城际铁路、高速公路、高速铁路等多种交通方式立体引入、有效衔接的机场。
2017年，新郑机场的旅客吞吐量达2429.9万人次，货邮吞吐量为50.27万吨，客运量首次超越武汉天河国际机场与长沙黄花国际机场，成为中部六省客货运量均排名第一的机场。
2018年4月11日，中国民用航空局正式批复，同意郑州机场飞行区指标由4E升级为4F，至此，郑州机场正式跻身国内最高等级机场俱乐部，成为中国第十二个4F等级机场。

## 机场设施

### 跑道
新郑机场目前拥有两条平行跑道：
- 南跑道 (12R/30L)：启用于1997年，长3,400米（11,200英尺），宽60米（200英尺），装备有I类仪表着陆系统。12R/30L跑道于2020年进行翻新，由混凝土道面变为沥青材质。新建滑行道G，12R/30L跑道联络道H2、H3、H5、H7、H10（资料来源与CAAC ZHCC机场图）
- 北跑道 (12L/30R)：启用于2016年，长3,600米（11,800英尺），宽60米（200英尺），装备有II类仪表着陆系统[29]。

### 1号航站楼（已暂时停用）

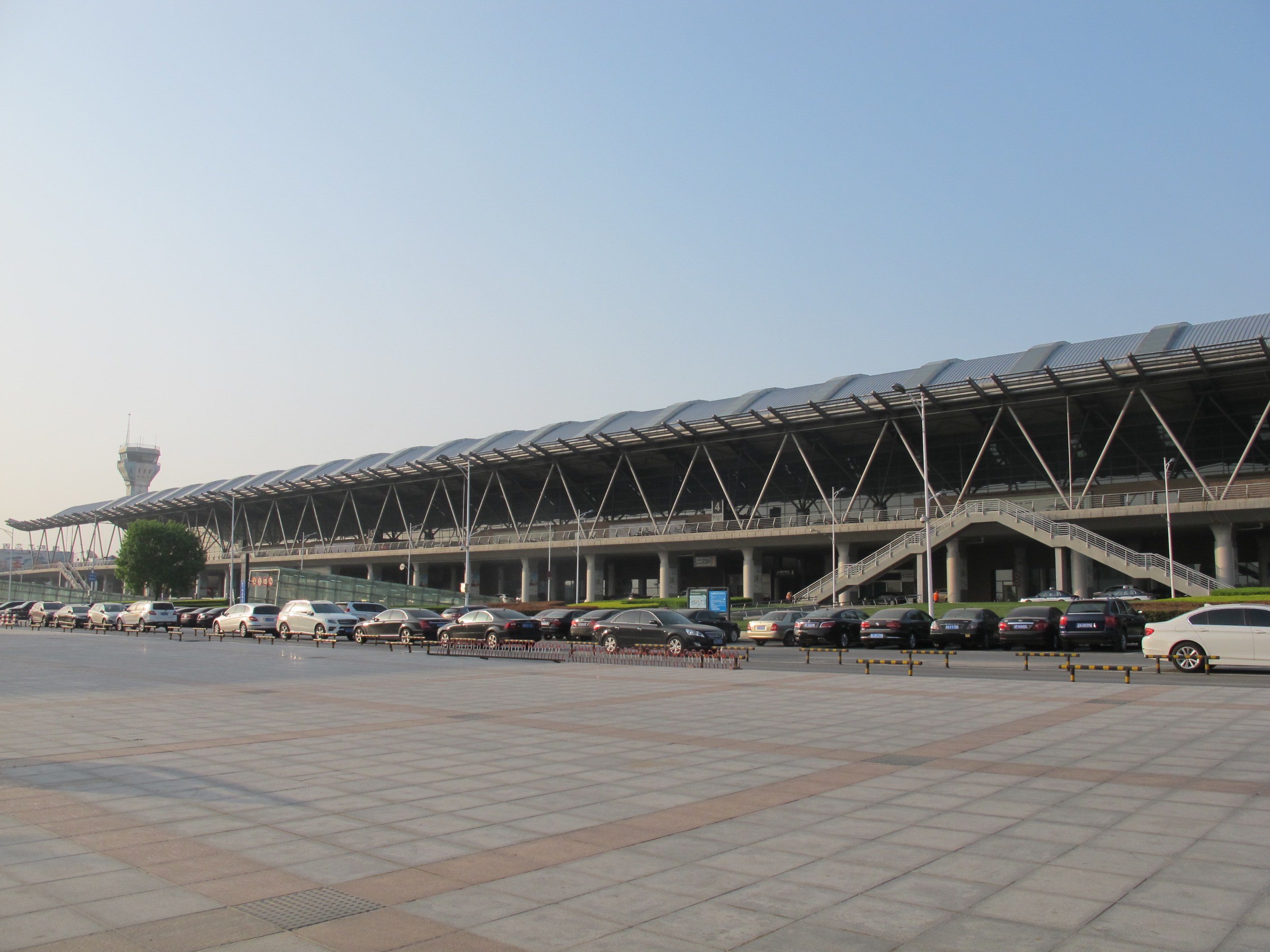
改扩建后的1号航站楼外觀

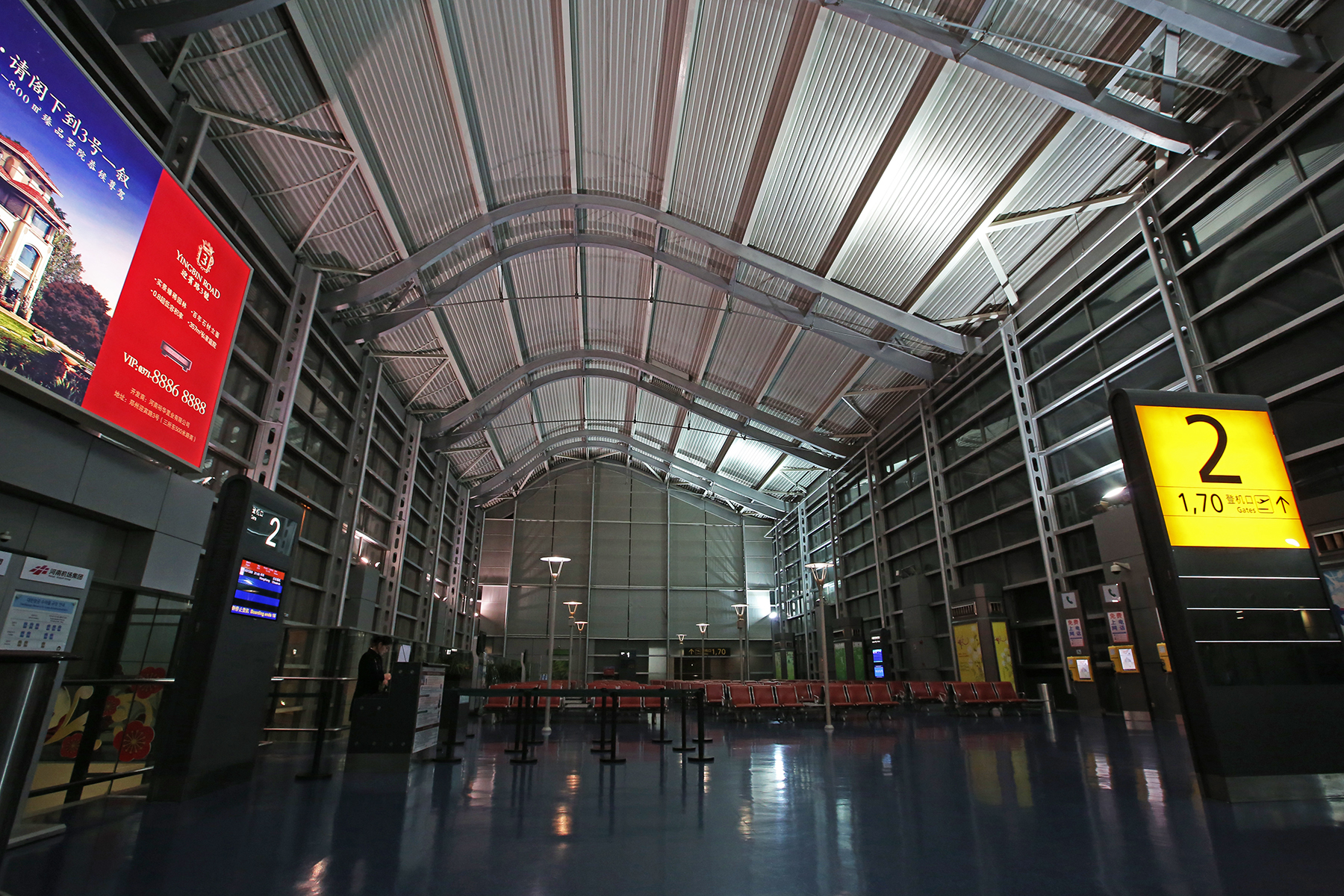
1号航站楼内部，该航站楼目前暂时停用

1号航站楼由1997年启用的原航站楼在2005-2007年改扩建而成，总面积为12.88万平方米，设有13个登机廊桥，于2007年12月29日启用。
随着二期工程的启用，1号航站楼于2016年3月31日起暂时停用，并临时改造为展览用途。

### 2号航站楼

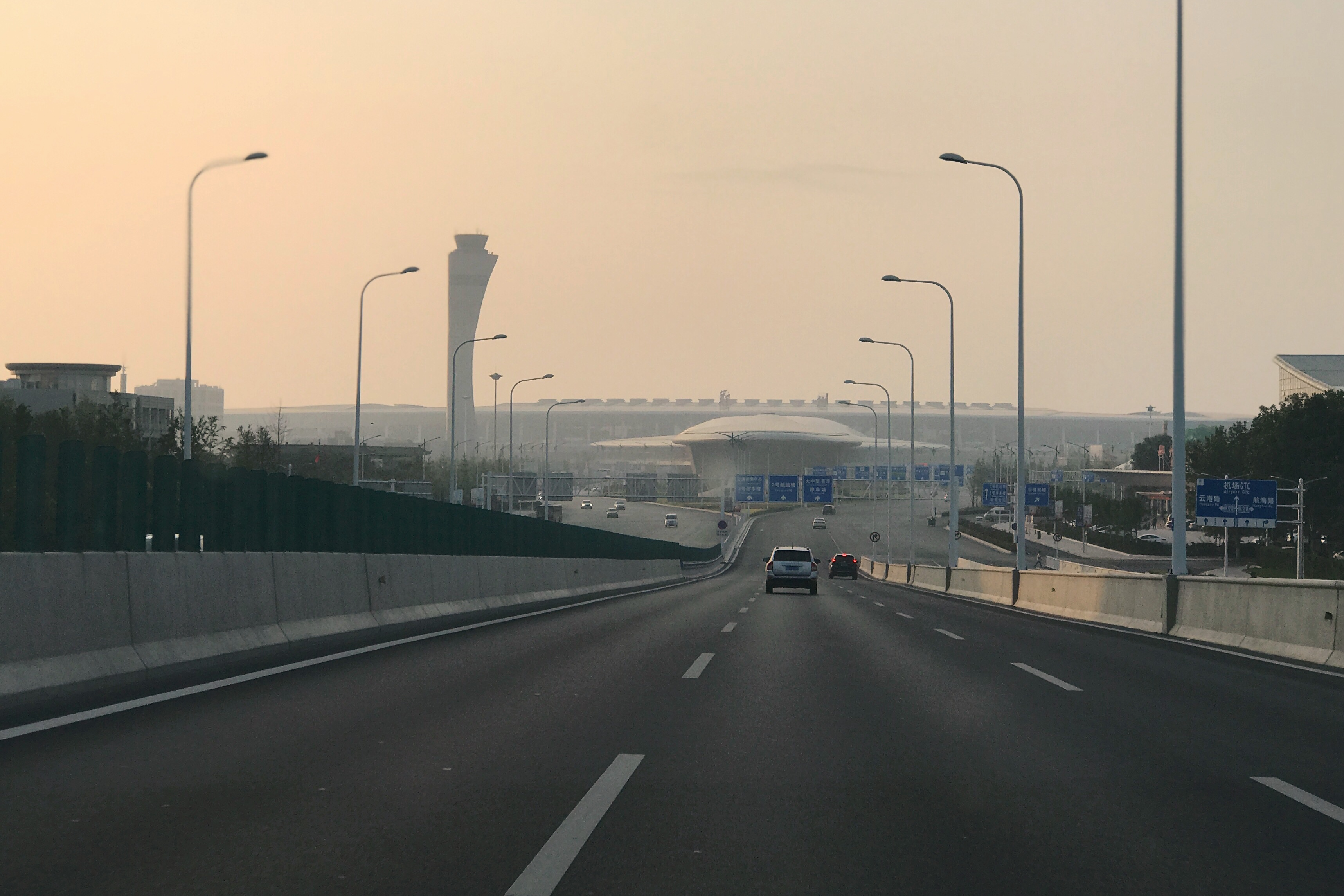
2号航站楼和GTC综合交通换乘中心远景

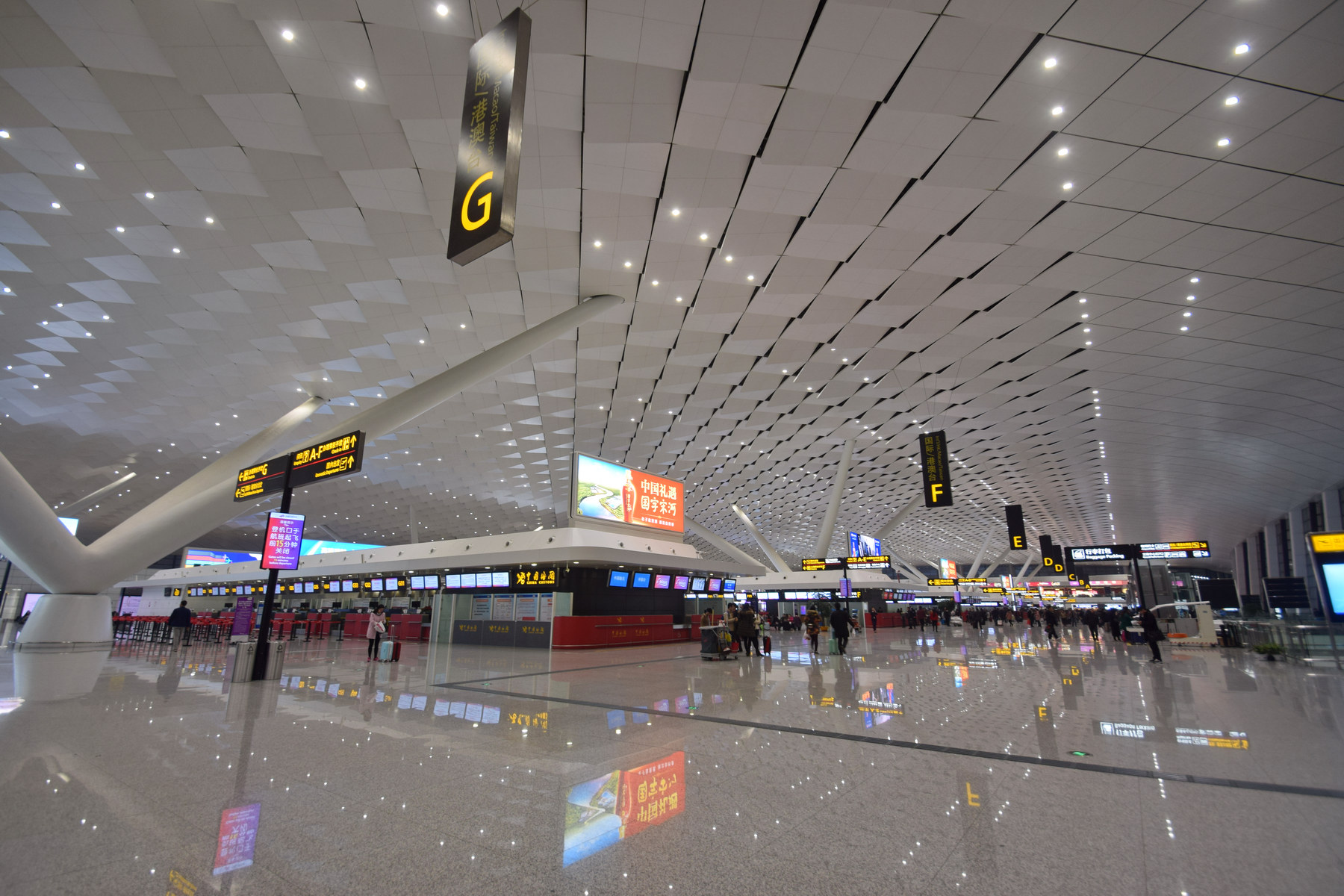
2号航站楼出发大厅

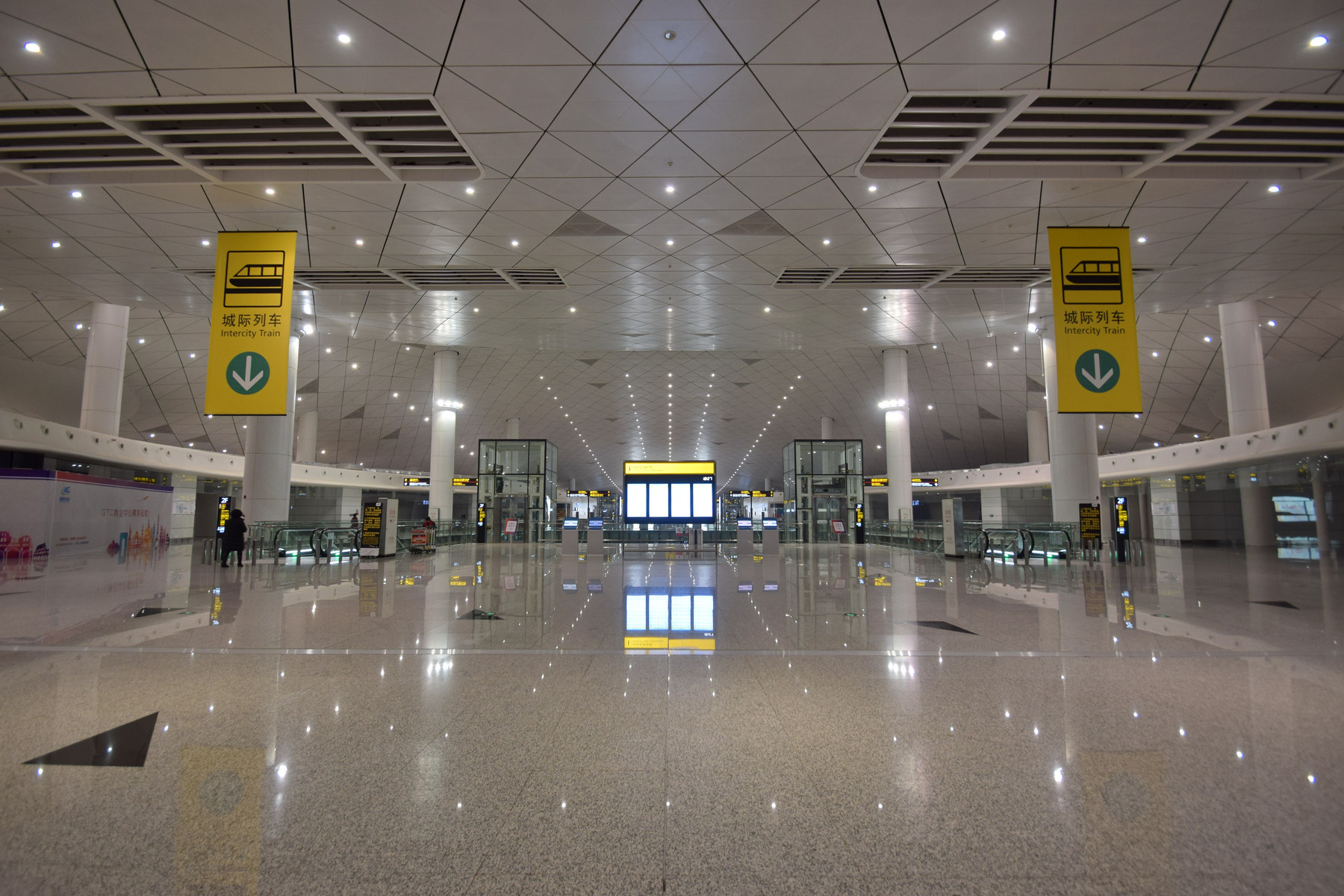
外观造型像一架航天飞机的GTC综合交通换乘中心，旅客可在此方便地轉乘包括城際鐵路及長途汽車等各種交通工具。

2号航站楼目前为机场唯一使用中的航站楼，由中国建筑东北院设计，整体为“X”造型，两组弧形指廊象征张开的双臂，拥抱整个世界。2号航站楼位于郑州机场航站区东侧，1号航站楼东北处。航站楼地下两层，地上4层，东西长407米，南北长1128米，建筑面积48.45万平方米，主楼设计高度38.732米，是1号航站楼的4倍。分别由航站楼主楼，东南、东北、西南、西北4个指廊以及内连廊组成，共有78个机位，其中西北指廊为国际及港澳台航班使用，其余三个指廊为国内航班使用。
地上一层平面为行李处理层，主楼部分主要布置国内行李分拣区、国内CIP贵宾厅、VIP贵宾厅等；地上二层为到达厅，主要布置国内旅客到港通道、旅客中转办票区、行李提取大厅、迎客大厅，在各指廊远端分别设置候机厅；地上三层标高8.4米，为旅客候机厅，主要布置候机座椅、商业中心、中转及延误航班休息区、各种餐饮服务等与旅客密切相关的设备设施；地上四层为国内旅客出发大厅，4层上方局部设有餐饮夹层；2号航站楼在6米的到达层设有3条连廊及地下一层设有通道，直通航站楼前的GTC，可与轨道交通、公共交通及停车场相连接，实现多种交通方式的换乘；地下二层为行李处理层。
- 从停机坪望向2号航站楼
- 候机区域
- 行李提取区
- 到达大厅

### 综合交通换乘中心（GTC）
新郑机场综合交通换乘中心处在1号航站楼、2号航站楼和规划中的3号航站楼共同围合的站前广场的中心位置。总建筑面积27万平方米（不含城际铁路地下站建筑面积），建筑高度14.63米，外观造型像一架航天飞机。换乘中心分为地下4层，地上两层。其中，地下四层是新郑机场站城际铁路和新郑机场站地铁的站台，地下三层是新郑机场站的站厅，地下一、二层是公共交通和私家车停靠站点。GTC的地上二层为旅客交通集散层，设有通向各个功能区的自动扶梯和楼梯，在二层还有架空连廊，与2号航站楼旅客到达层相连。

### 动力中心和信息中心
动力中心和信息中心均位于2号航站楼西侧，综合交通换乘中心（GTC）的北侧。动力中心总建筑面积为8075.73平方米，建筑高度6.85米，分为地下一层、地上部分一层。信息中心总建筑面积为9050.11平方米，建筑高度38.3米，地上8层。

## 未来发展
2014年4月17日，郑州机场总体规划（2014年版）发布，规划期限为2015年—2045年，其中近期目标年为2025年，远期目标年为2045年。发展目标为近期2025年，旅客吞吐量4000万人次，货运吞吐量300万吨；远期2045年，旅客吞吐量7200万人次，货运吞吐量520万吨。
新郑机场已规划三期工程。根据规划，三期工程将分两期建设，其中一期计划在2022年完工，二期力争2025年底完成全部建设任务。一期工程主要包括：新建北货运区、西货运区空陆联运中心、中转旅客服务中心及连廊，扩建1号航站楼站前交通中心，实施1号航站楼升级改造等枢纽配套项目，新建第三跑道4F级3600米×60米、第四跑道4F级3800米×60米及滑行道系统，新建客机位107个、货机位64个，新建S1卫星厅约15万平方米等。二期工程主要包括：新建3号航站楼约60万平方米、交通换乘中心约40万平方米，升级改造南飞行区一跑道及相关设施，建设信息大楼、航食配餐中心以及辅助生产、生活和公共设施等。

## 航点

### 境內客运航线

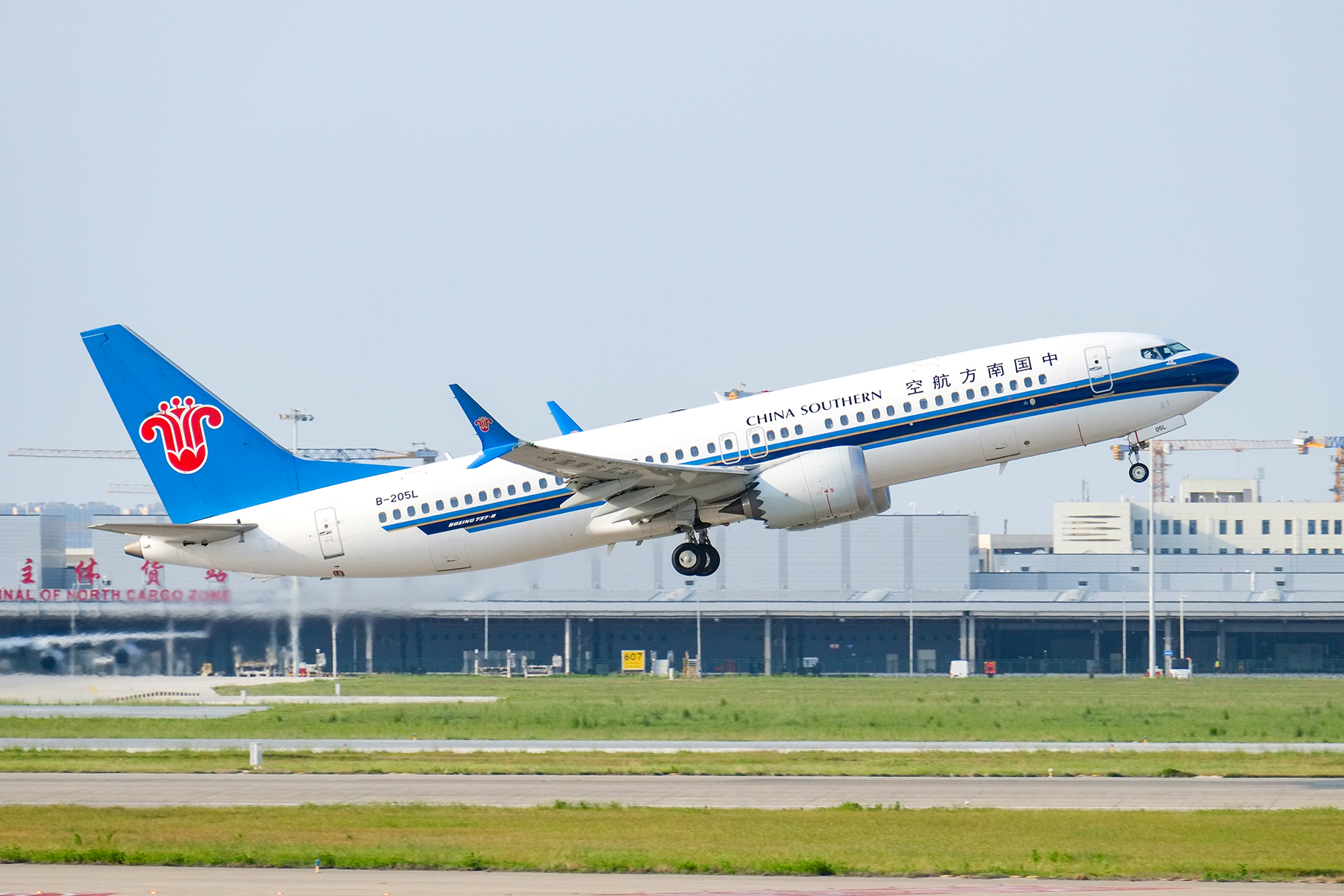
中国南方航空的波音737 MAX 8型客机在郑州新郑国际机场起飞

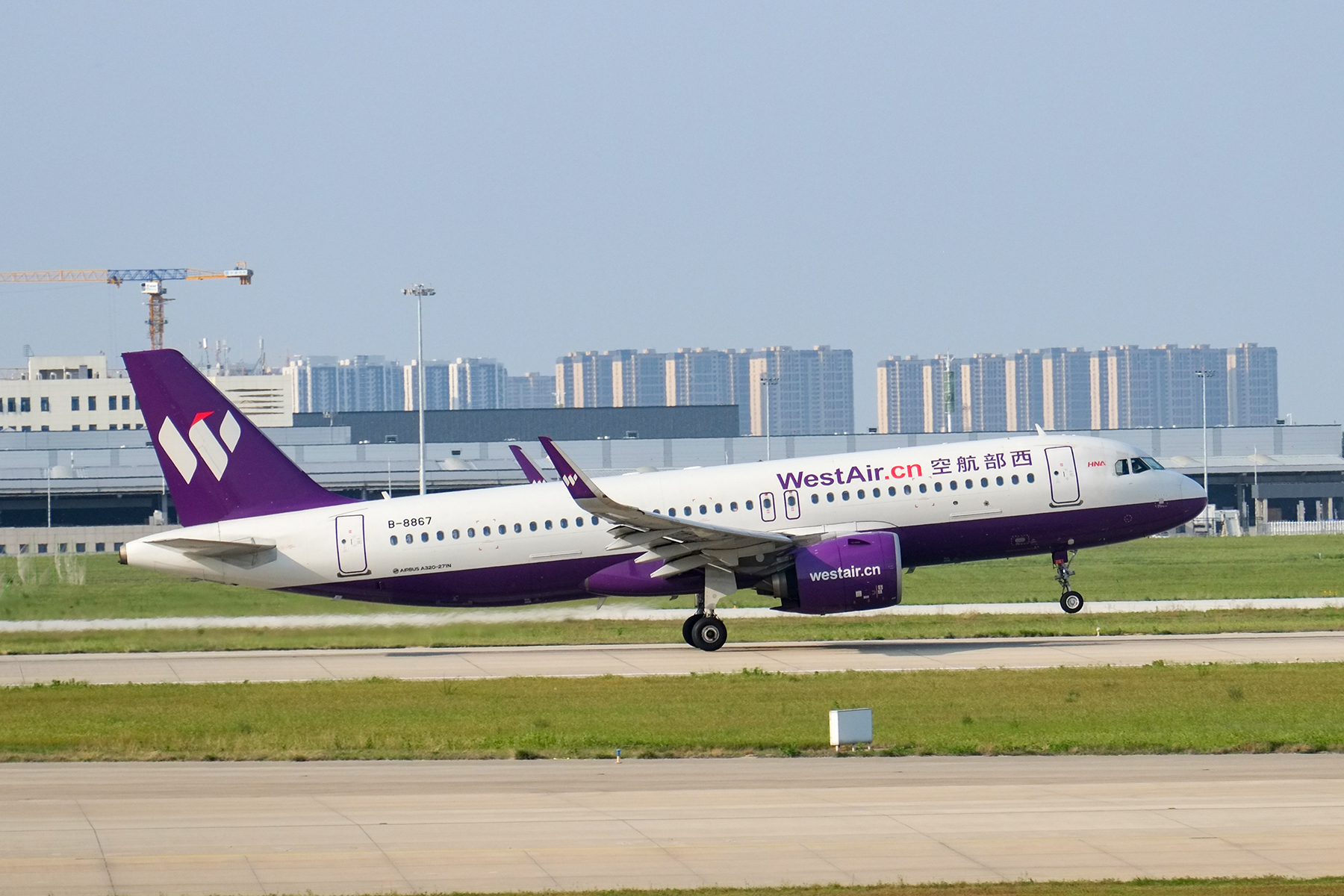
西部航空的空中客车A320neo型客机在郑州新郑国际机场起飞

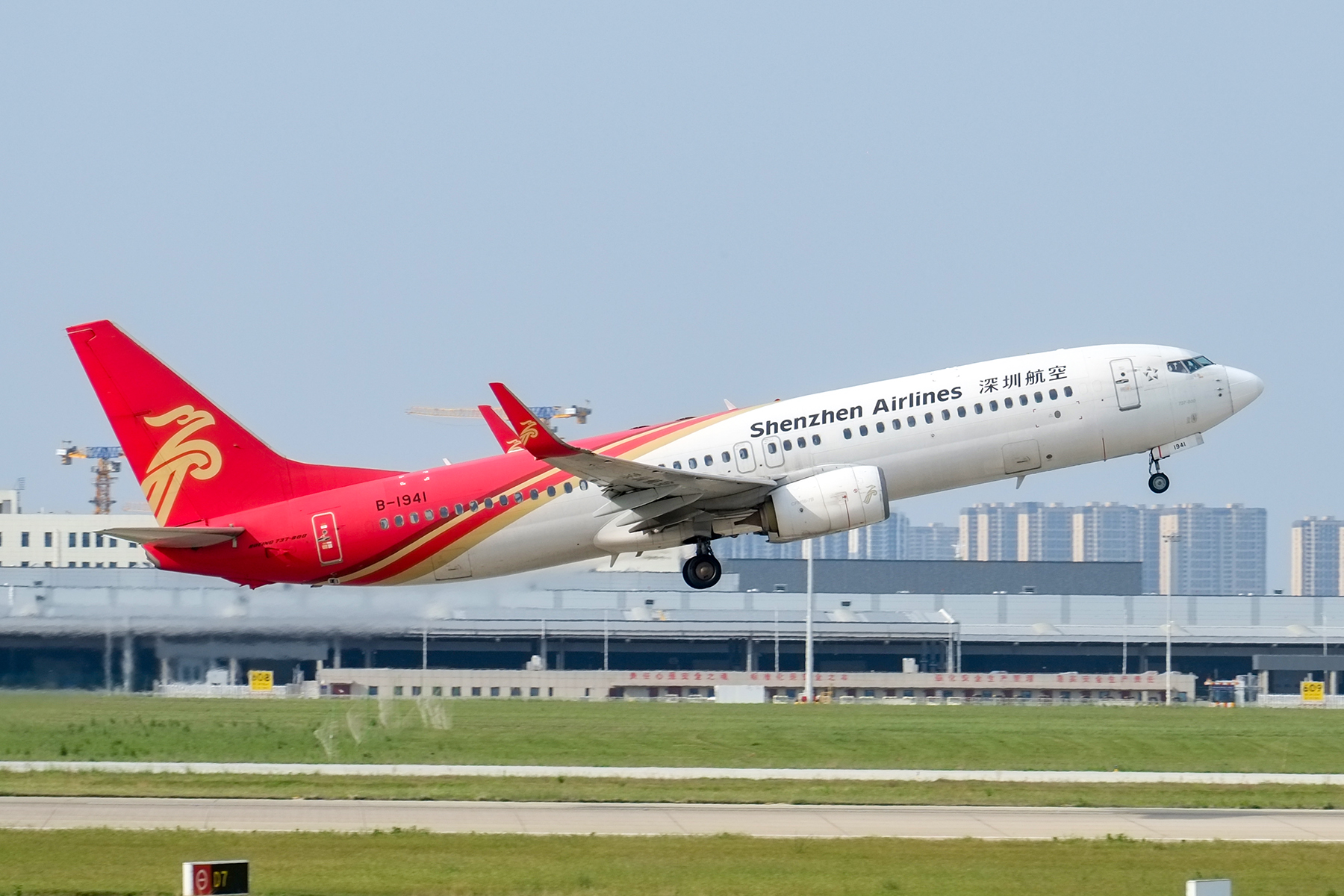
深圳航空的波音737-800型客机在郑州新郑国际机场起飞

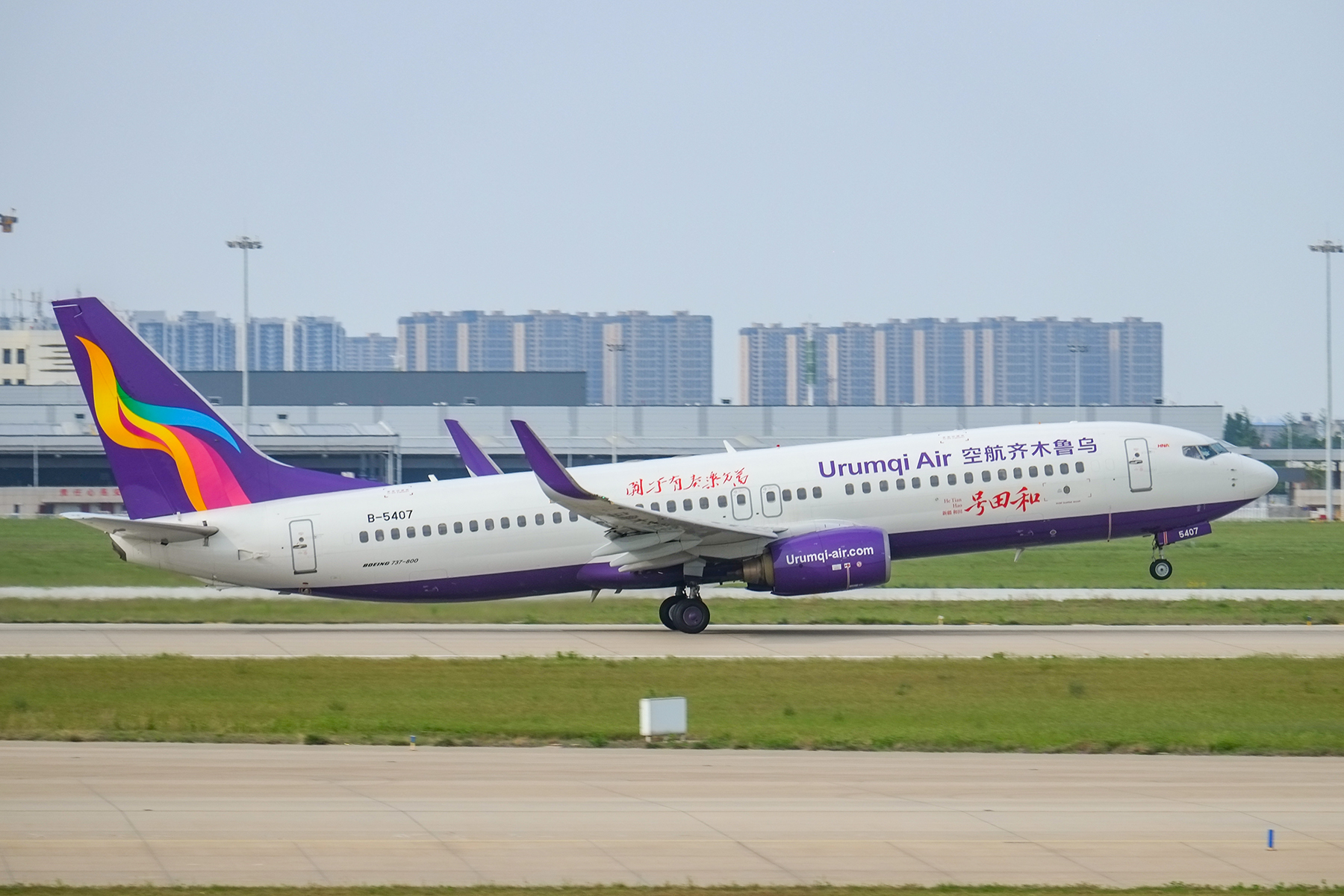
乌鲁木齐航空的波音737-800型客机于郑州新郑国际机场起飞（B-5407“和田号”）

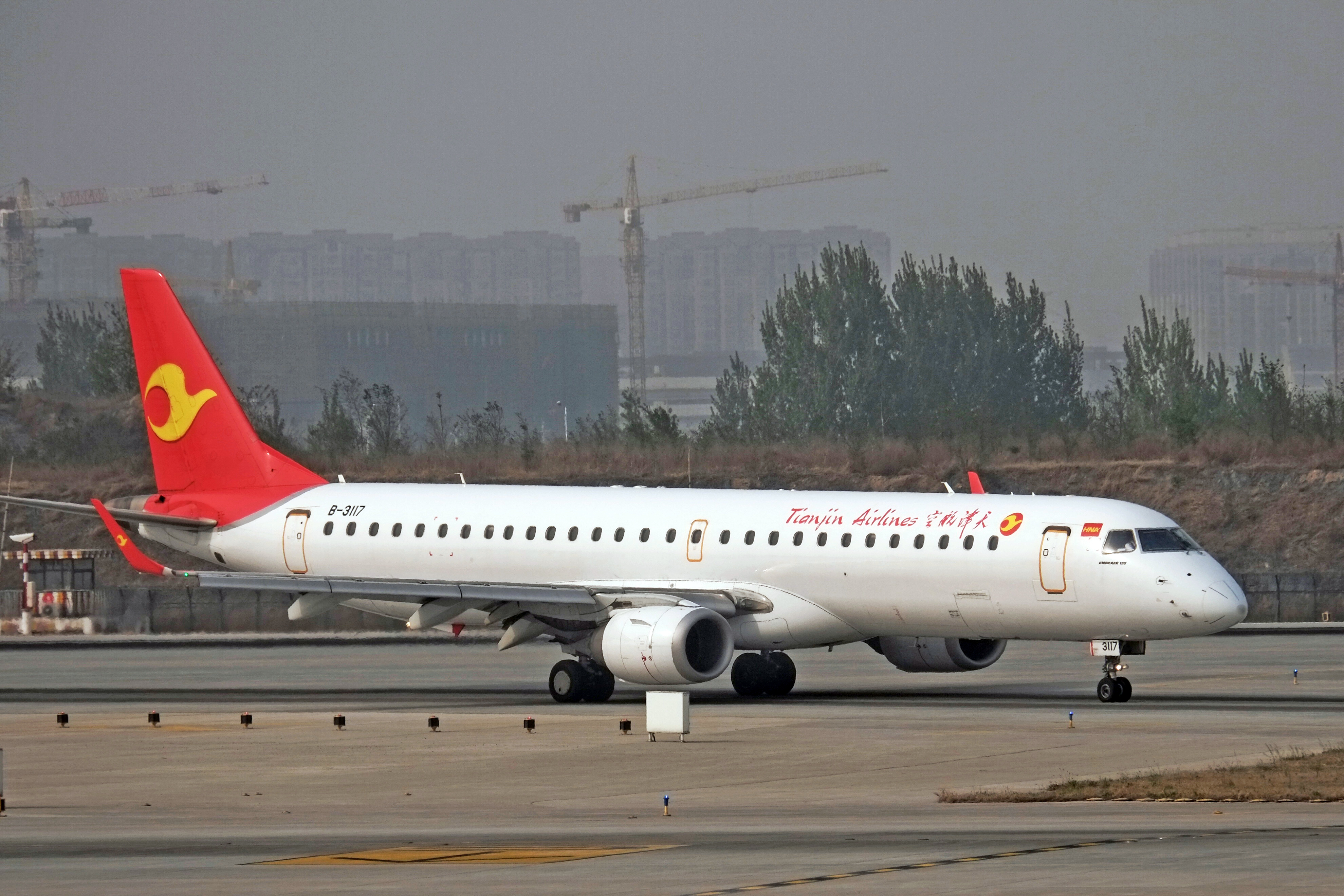
天津航空的E195客机在郑州新郑国际机场滑行

| 航空公司                    | 目的地 |
| --------------------------- | --- |
| 中国南方航空                | 包头、长春、成都/天府、重庆、大连、鄂尔多斯、福州、广州、桂林、贵阳、海口、哈密、杭州、哈尔滨、黑河、和田-喀什、呼和浩特、惠州、揭阳、克拉玛依、库尔勒、库尔勒-喀什、昆明、丽江、南宁、青岛、秦皇岛、琼海、三亚、上海虹桥、上海浦东、沈阳、深圳、石河子、腾冲、温州、乌鲁木齐、西宁、忻州、烟台、宜昌、伊寧、银川、义乌、榆林、湛江、珠海、西双版纳（經停昆明） |
| 西部航空                    | 阿克苏、成都/天府、重庆、大连、福州、格尔木、广州、桂林、贵阳、海口、揭阳、库尔勒、昆明、格尔木、拉萨、丽江、南宁、泉州、三亚、沈阳、深圳、温州、乌鲁木齐、西宁、喀什、银川、珠海、西双版纳、北海、厦门、宁波 |
| 祥鹏航空                    | 长春、成都/天府、大连、福州、赣州、贵阳、海口、呼和浩特、昆明、丽江、泸州、绵阳、南宁、泉州、三亚、温州、盐城、湛江、景洪（經停兴义） |
| 海南航空                    | 包头、大连、福州、广州、桂林、贵阳、海口、杭州、哈尔滨、呼和浩特、三亚、深圳、乌鲁木齐、温州、厦门、银川、珠海 |
| 中国国际航空                | 北京/首都、长春、成都/双流、成都/天府、重庆、大理、东营、贵阳、杭州、呼和浩特、乌兰察布、厦门 |
| 四川航空                    | 长春、成都/天府、重庆、杭州、哈尔滨、昆明、绵阳、南宁、三亚、乌鲁木齐、西双版纳 |
| 深圳航空                    | 长春、大连、福州、桂林、海口、哈尔滨、呼和浩特、昆明、绵阳、南宁、沈阳、深圳、台州、温州 |
| 东海航空                    | 包头、重庆、大连、桂林、海口、兰州、南宁、南通、泉州、深圳、烟台、珠海、乌鲁木齐、西宁 |
| 天津航空                    | 重庆、大连、福州、贵阳、杭州、呼和浩特、惠州、揭阳、天津、温州、乌鲁木齐、遵义新舟 |
| 山东航空                    | 桂林、贵阳、海口、库尔勒、兰州、青岛、三亚、厦门、西宁、烟台、银川、珠海、若羌 |
| 中国东方航空                | 昆明、兰州、南京、宁波、上海/虹桥、上海/浦东、温州、西宁、烟台、泸州 |
| 上海航空                    | 鄂尔多斯、桂林、杭州、克拉玛依、昆明、兰州、上海/虹桥、上海/浦东 |
| 厦门航空                    | 大连、福州、杭州、哈尔滨、兰州、泉州、乌鲁木齐、厦门、西宁、银川 |
| 青岛航空                    | 长春、揭阳、西双版纳、库尔勒、库车、青岛、煙台 |
| 乌鲁木齐航空                | 大连、克拉玛依、吐魯番、兰州、琼海、乌鲁木齐 |
| 华夏航空                    | 包头、兴义（經停毕节）、贵阳、六盘水、铜仁 |
| 成都航空                    | 福州、贵阳、南宁、三亚、沈阳、遵义/茅台 |
| 首都航空                    | 海口、丽江、青岛、乌鲁木齐、厦门 |
| 桂林航空                    | 恩施、桂林、哈尔滨、西双版纳、烟台 |
| 吉祥航空                    | 巴彦淖尔、惠州、上海/浦东、西宁 |
| 长龙航空                    | 阿克苏、广州、杭州、喀什 |
| 江西航空                    | 成都/天府、大连、库尔勒、南昌 |
| 金鵬航空                    | 赤峰、海口、三亚、深圳 |
| 中国国际航空 由大连航空营运 | 大连、福州、桂林 |
| 昆明航空                    | 广州、昆明、腾冲 |
| 重庆航空                    | 重庆、哈尔滨 |
| 福州航空                    | 福州、呼和浩特 |
| 九元航空                    | 广州、呼和浩特 |
| 长安航空                    | 惠州、揭阳 |
| 多彩贵州航空                | 达州、贵阳 |
| 北部湾航空                  | 南宁、泸州 |

### 港澳台/国际客运航线

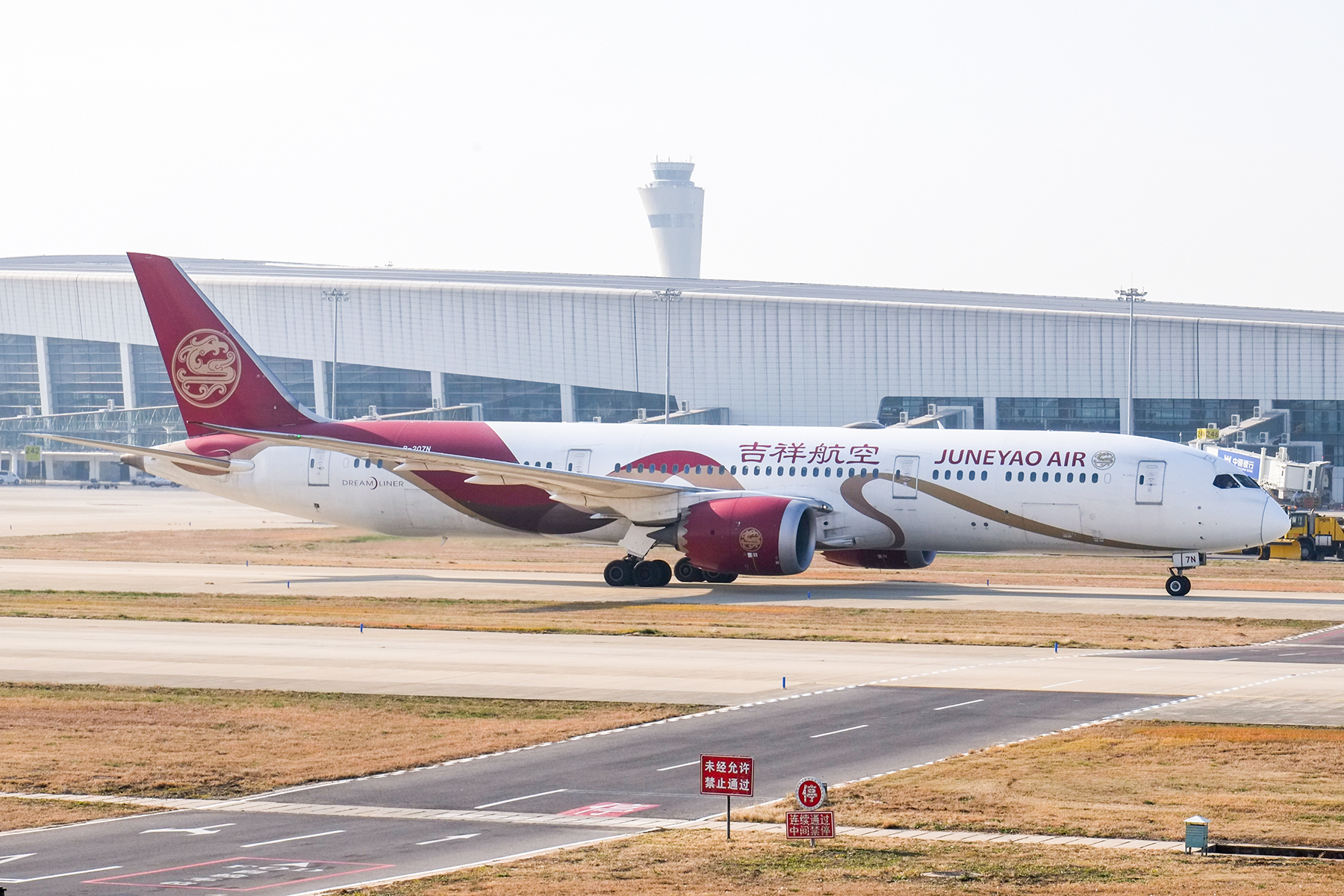
执飞米兰-马尔彭萨至郑州航线的吉祥航空波音787-9客机在郑州新郑国际机场滑行

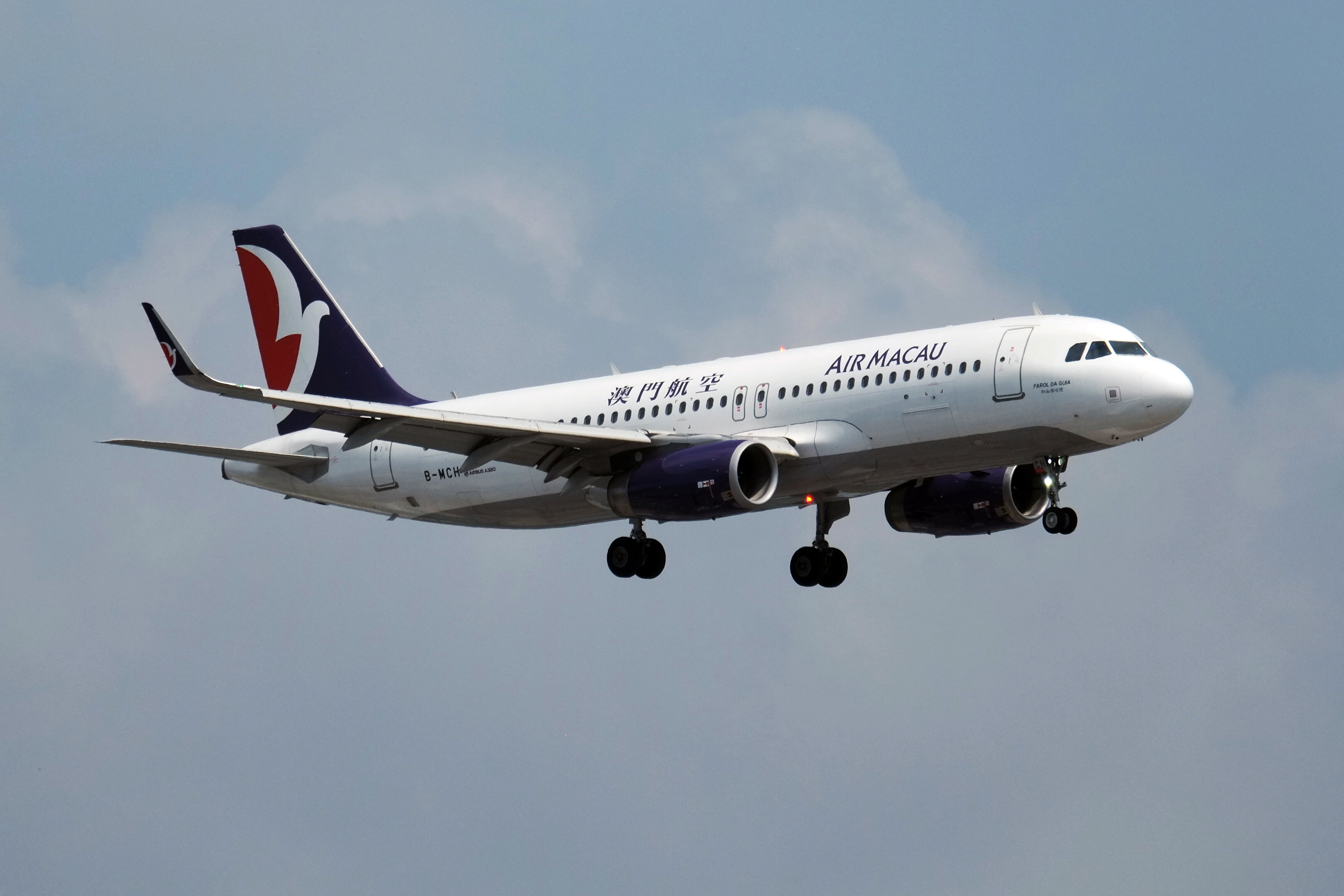
澳門航空的空中巴士A320-232型客機正在降落於鄭州新鄭國際機場

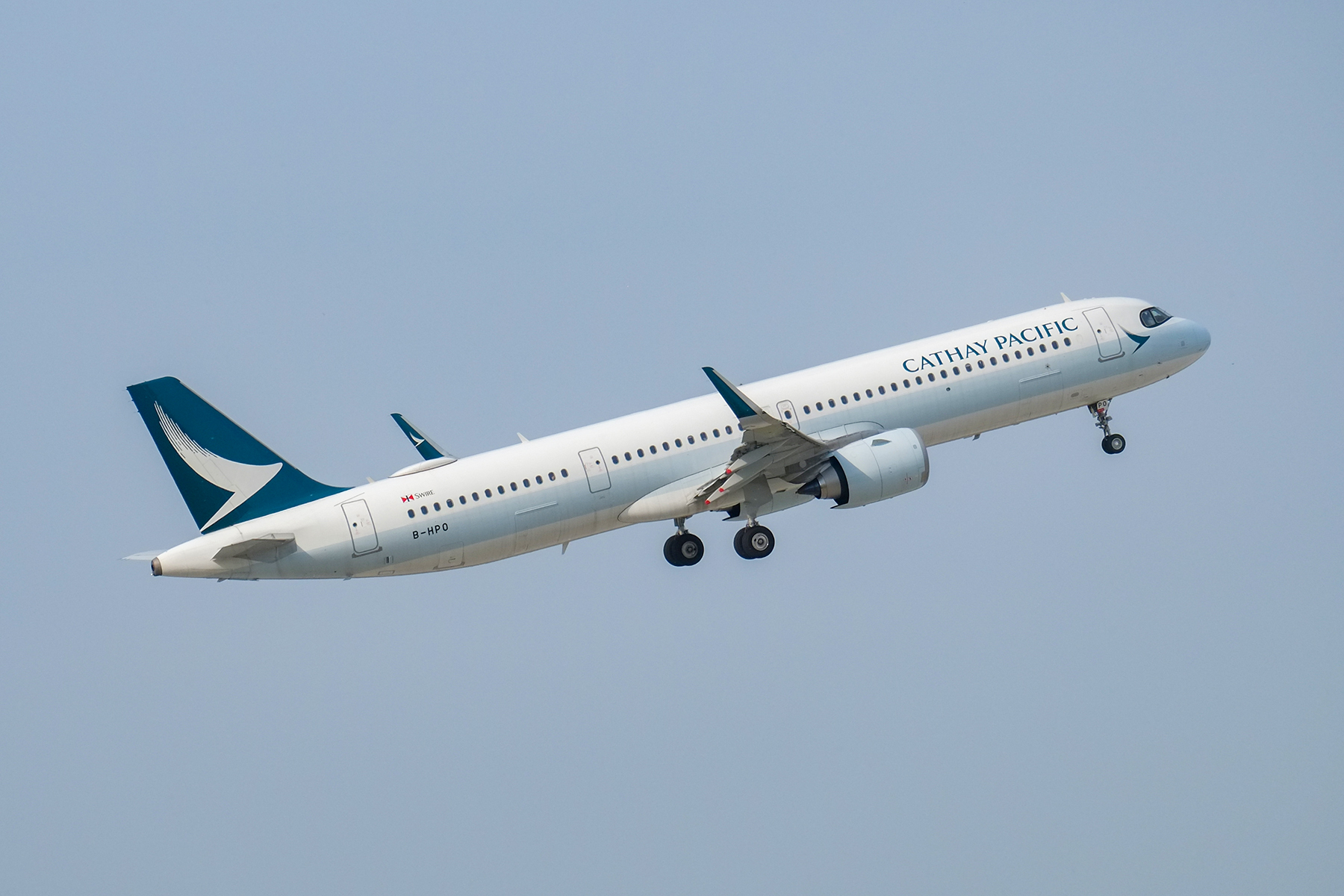
国泰航空空中客车A321neo型客机于郑州新郑国际机场起飞

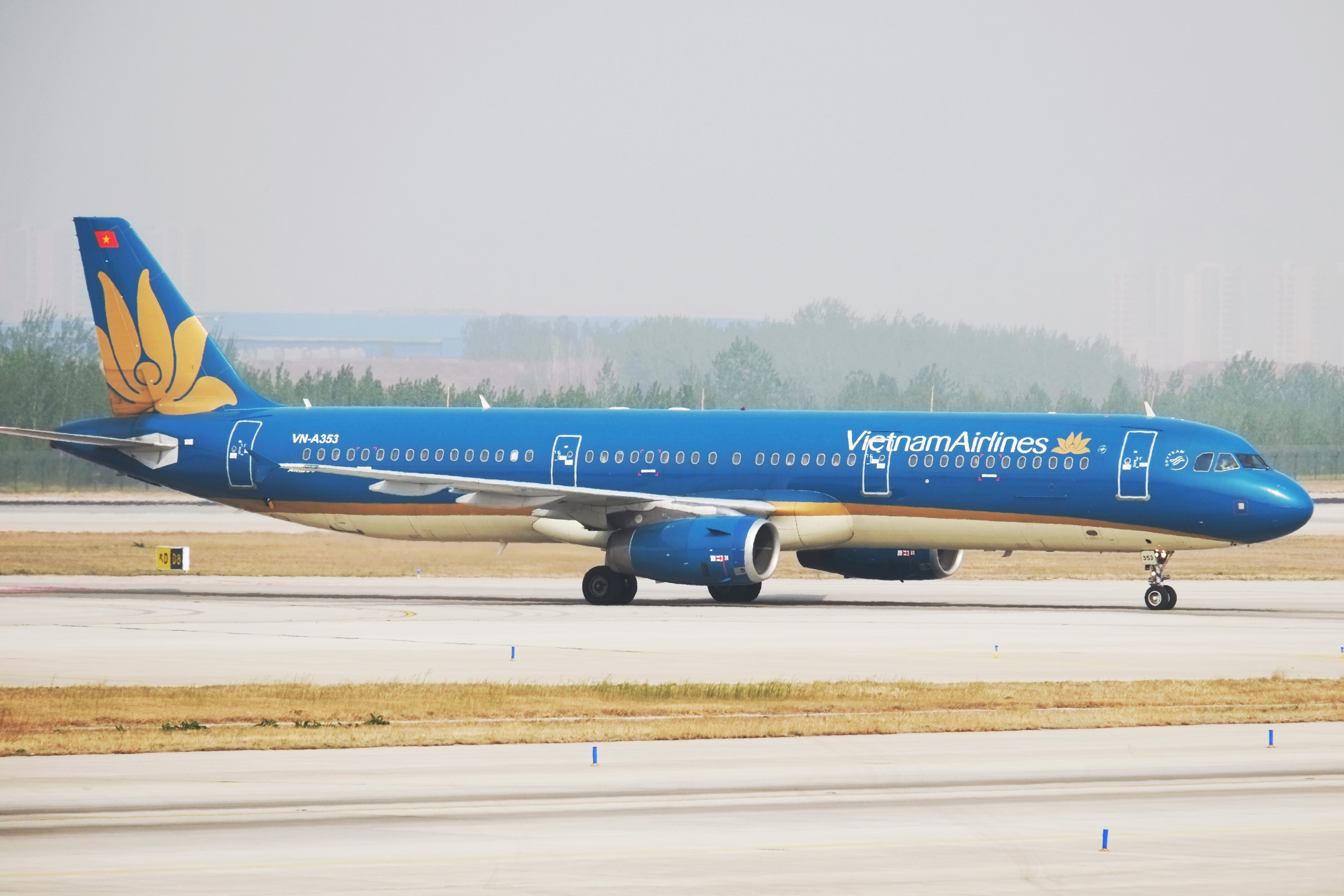
越南航空的空中客车A321型客机在郑州新郑国际机场

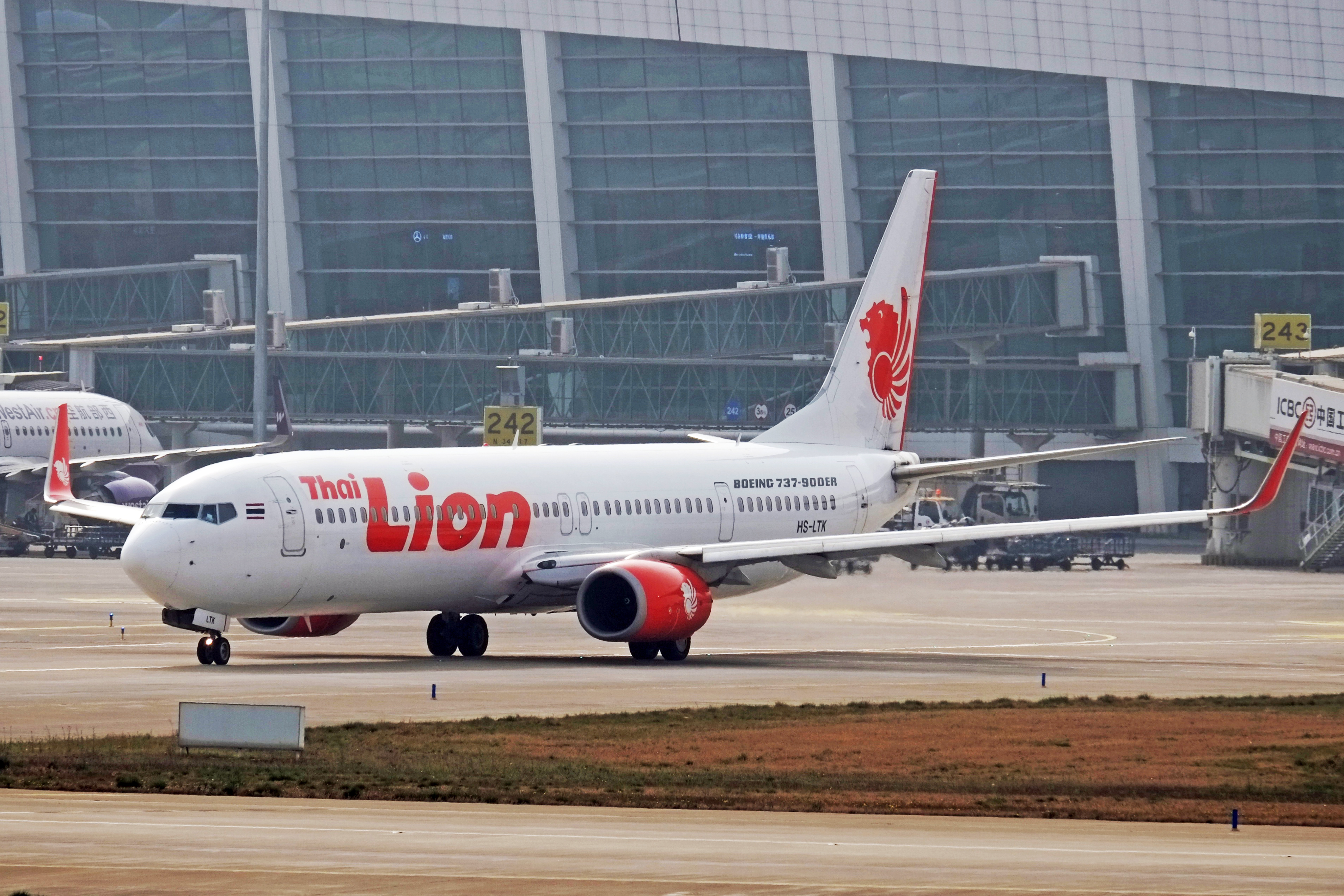
泰国狮子航空的波音737-900ER客机在郑州新郑国际机场

受2019冠状病毒病疫情的影响，大部分国际及港澳台客运航线曾暂停运营。随着防疫措施的放宽，国际航线正在逐步恢复中。截至2025年7月，现有的国际及港澳台航线如下表所示：
| 航空公司         | 目的地                                                     |
| ---------------- | ---------------------------------------------------------- |
| 中国南方航空     | 台北/桃園、东京/成田、首爾/仁川、吉隆坡、倫敦/格域、盧森堡 |
| 吉祥航空         | 赫尔辛基、米兰/马尔彭萨                                    |
| 天津航空         | 悉尼                                                       |
| 国泰航空         | 香港                                                       |
| 大韓航空         | 首尔/仁川                                                  |
| 真航空           | 清州                                                       |
| 酷航             | 新加坡                                                     |
| 马来西亚峇迪航空 | 吉隆坡                                                     |
| 泰国狮子航空     | 曼谷/廊曼                                                  |
| 皇雀航空         | 曼谷/廊曼、普吉岛                                          |
| 柬埔寨國家航空   | 金邊                                                       |
| 越南航空         | 芽庄                                                       |

### 疫情前港澳台/国际客运航线
下列图表为2019冠状病毒病疫情爆发之前的航线
| 航空公司       | 目的地                                      |
| -------------- | ------------------------------------------- |
| 中国南方航空   | 大阪/关西、峴港、曼谷/素万那普、倫敦/希斯羅 |
| 上海航空       | 大阪/关西、普吉                             |
| 春秋航空       | 大阪/關西                                   |
| 祥鹏航空       | 曼谷/素万那普、普吉                         |
| 青島航空       | 曼谷/素万那普、普吉                         |
| 华夏航空       | 曼德勒                                      |
| 中华航空       | 台北/桃园                                   |
| 长荣航空       | 台北/桃园                                   |
| 越捷航空       | 芽庄                                        |
| 捷星太平洋航空 | 富国岛（包机）                              |
| 泰国暹逻航空   | 曼谷/廊曼                                   |
| 泰国微笑航空   | 曼谷/素万那普                               |
| 泰國獅子航空   | 普吉                                        |
| 柬埔寨吴哥航空 | 暹粒                                        |
| 澜湄航空       | 西哈努克市                                  |
| 馬印航空       | 吉隆坡、亞庇                                |
| 加魯達印尼航空 | 登巴薩/巴厘                                 |
| 狮子航空       | 万鸦老（包机）                              |
| 艾菲航空       | 莫斯科/伏努科沃（包机）                     |

### 国内、国际货运航線

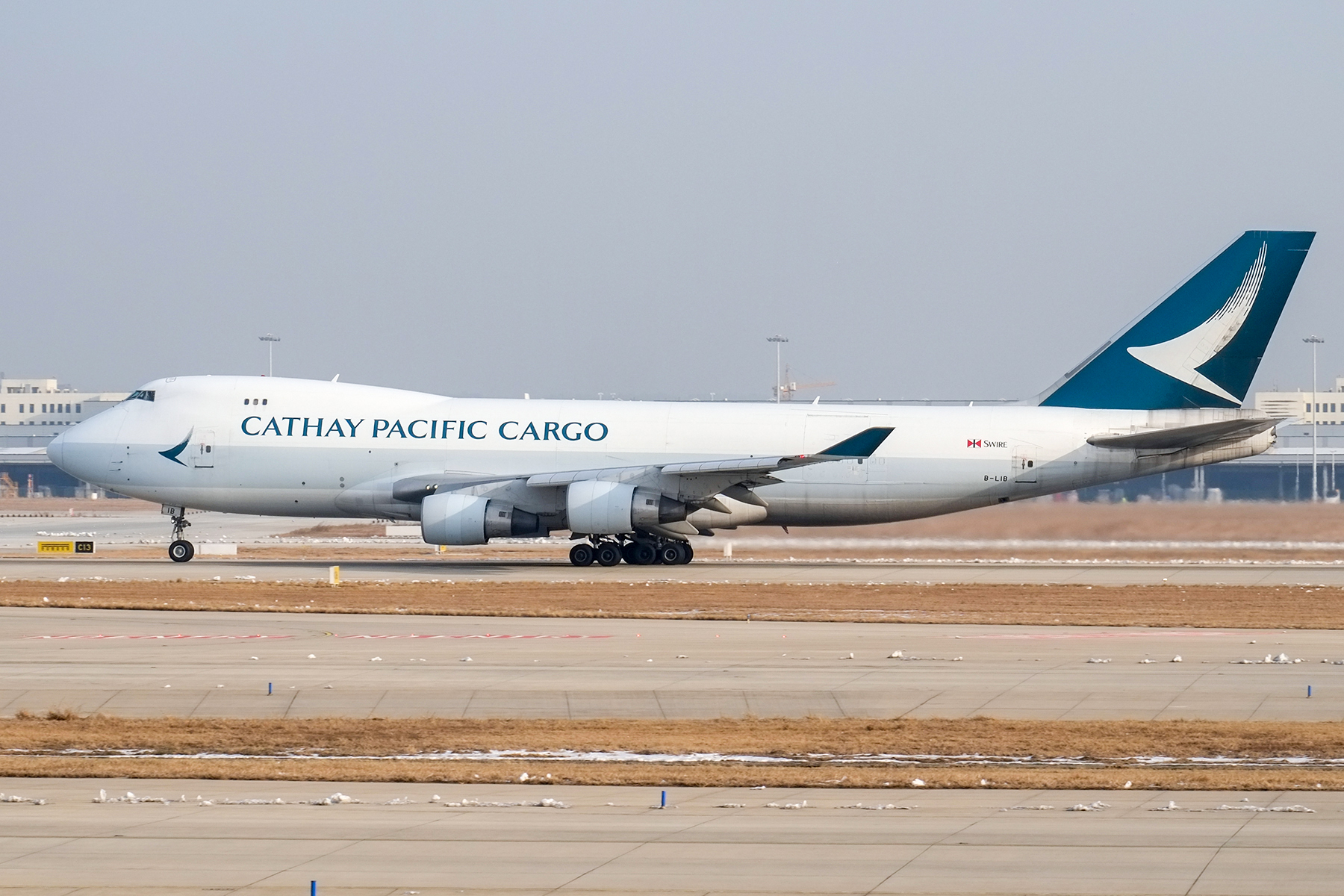
国泰航空的波音747-400ERF型货机于郑州新郑国际机场滑行起飞
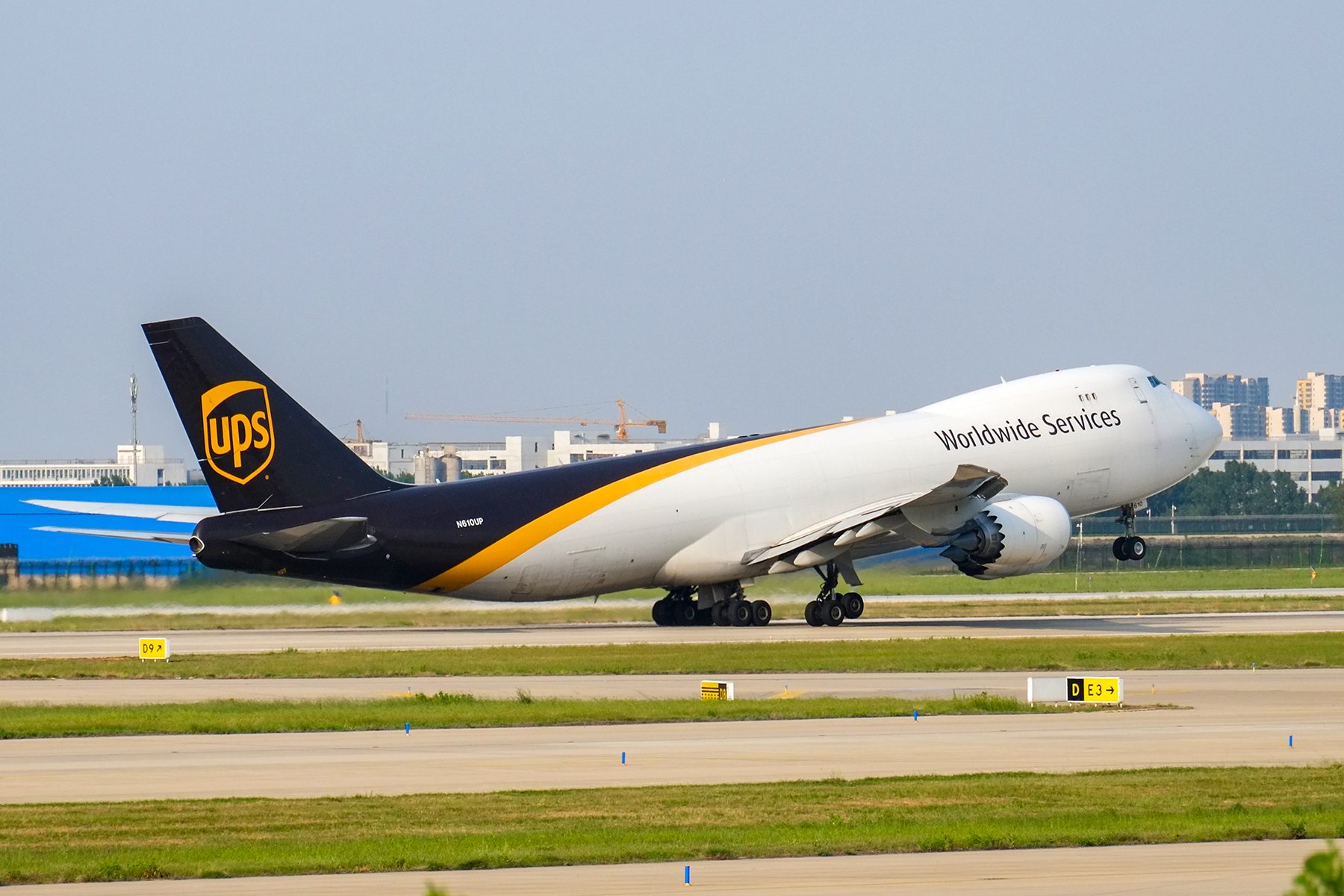
联合包裹服务航空的波音747-8F型货机于郑州新郑国际机场起飞
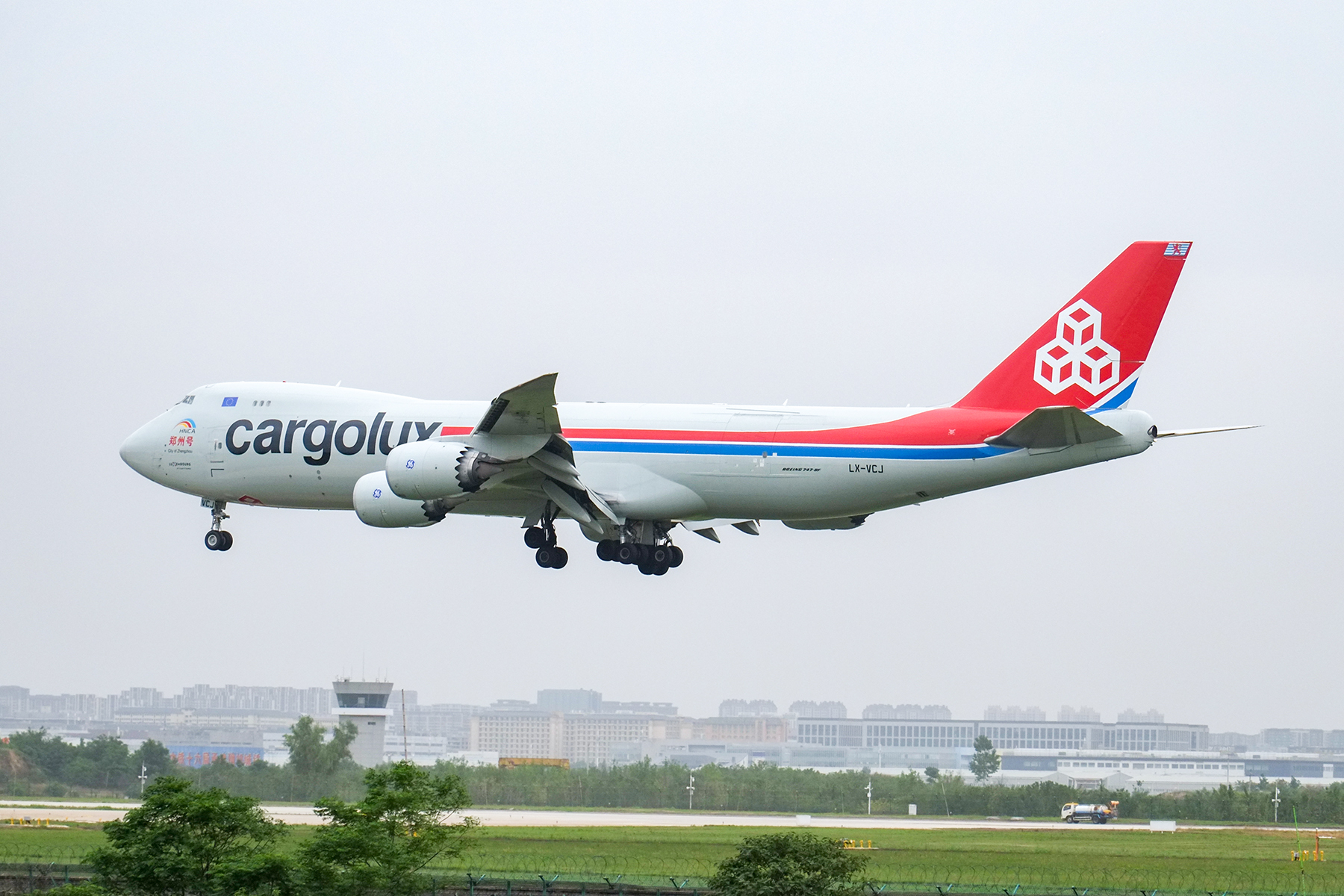
卢森堡货运航空的波音747-8F型货机于郑州新郑国际机场降落（LX-VCJ “郑州号”）
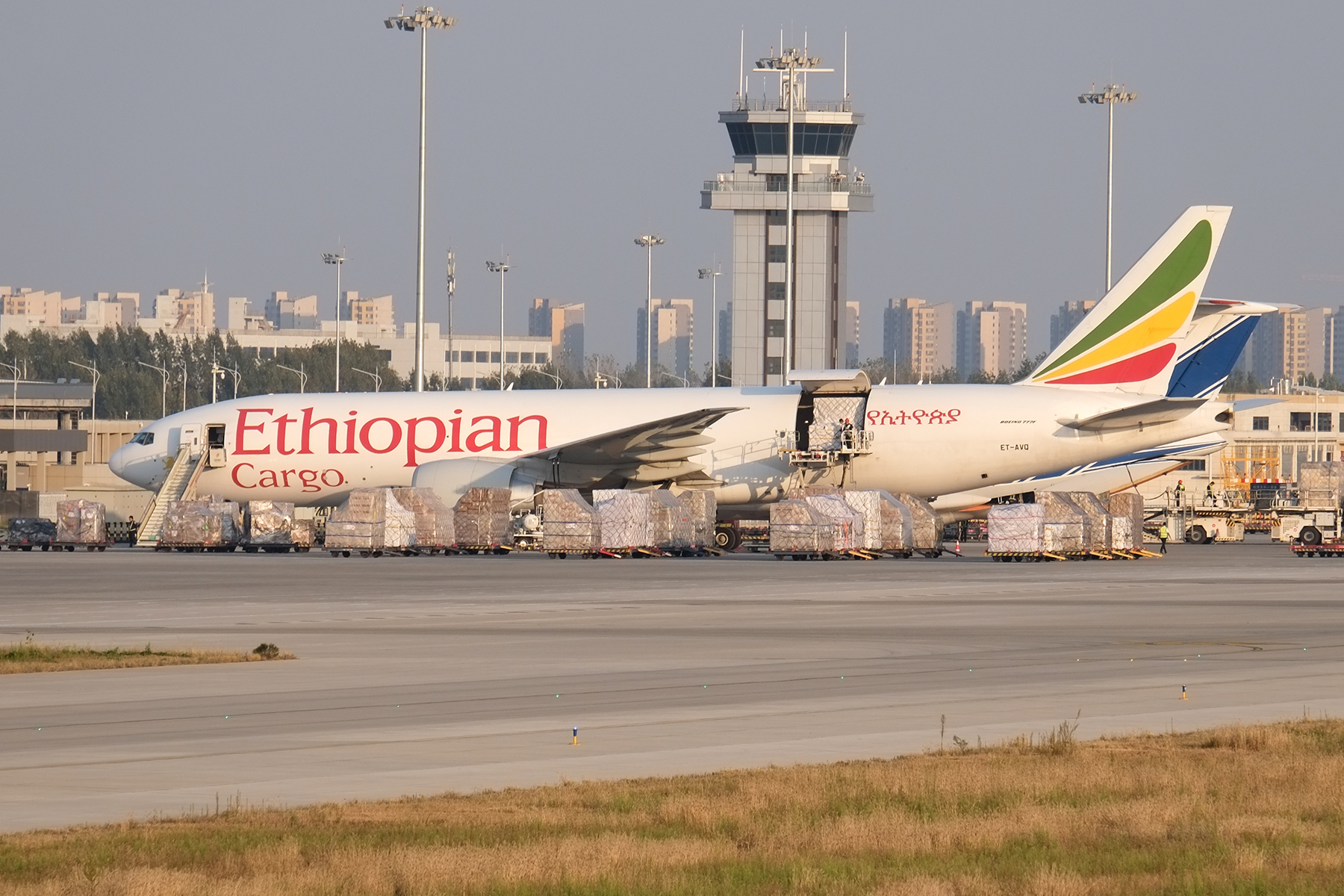
埃塞俄比亚航空的波音777F型货机于北货场装卸货物
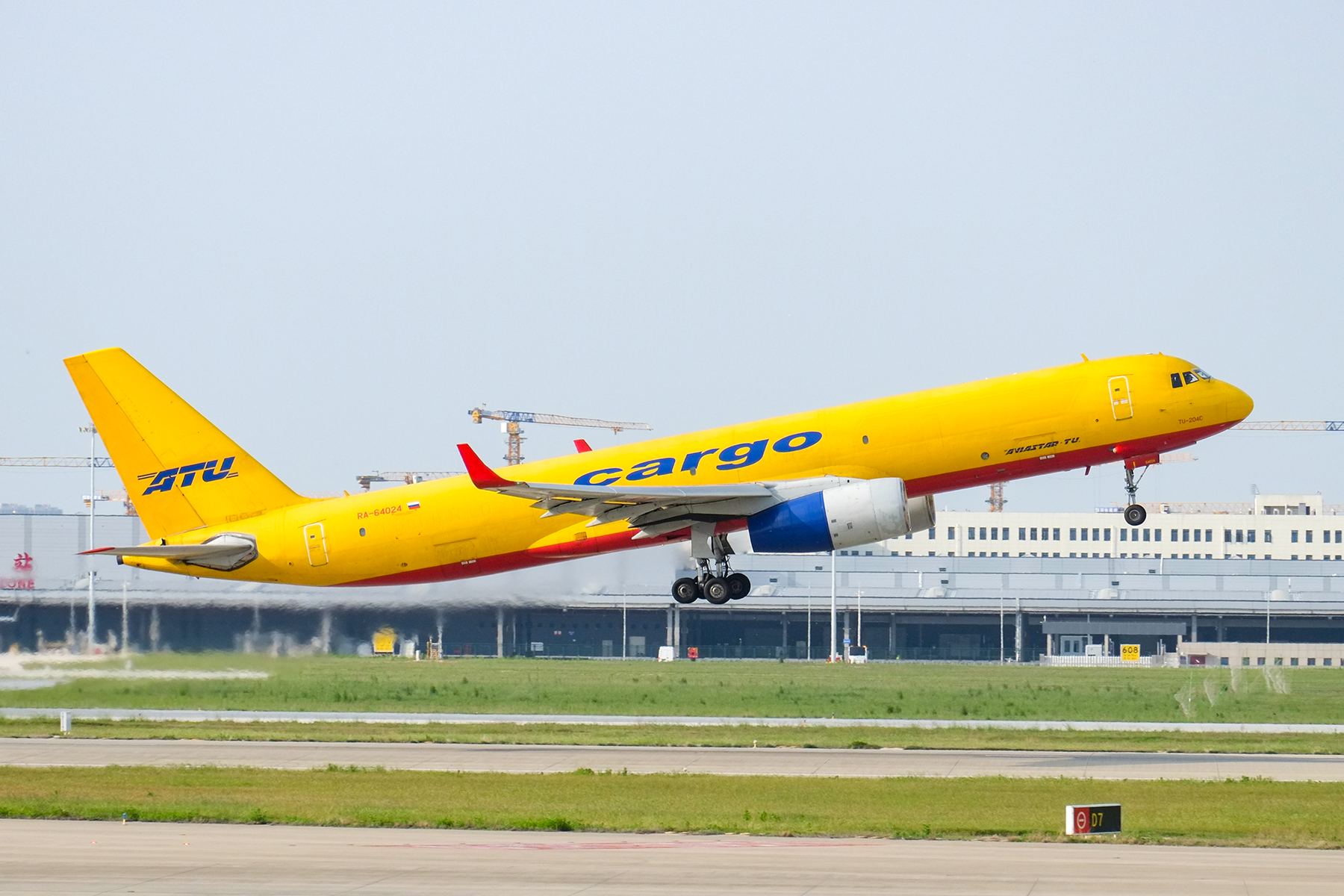
俄罗斯航星航空（英语：Aviastar-TU）的图波列夫Tu-204C型货机于郑州新郑国际机场起飞
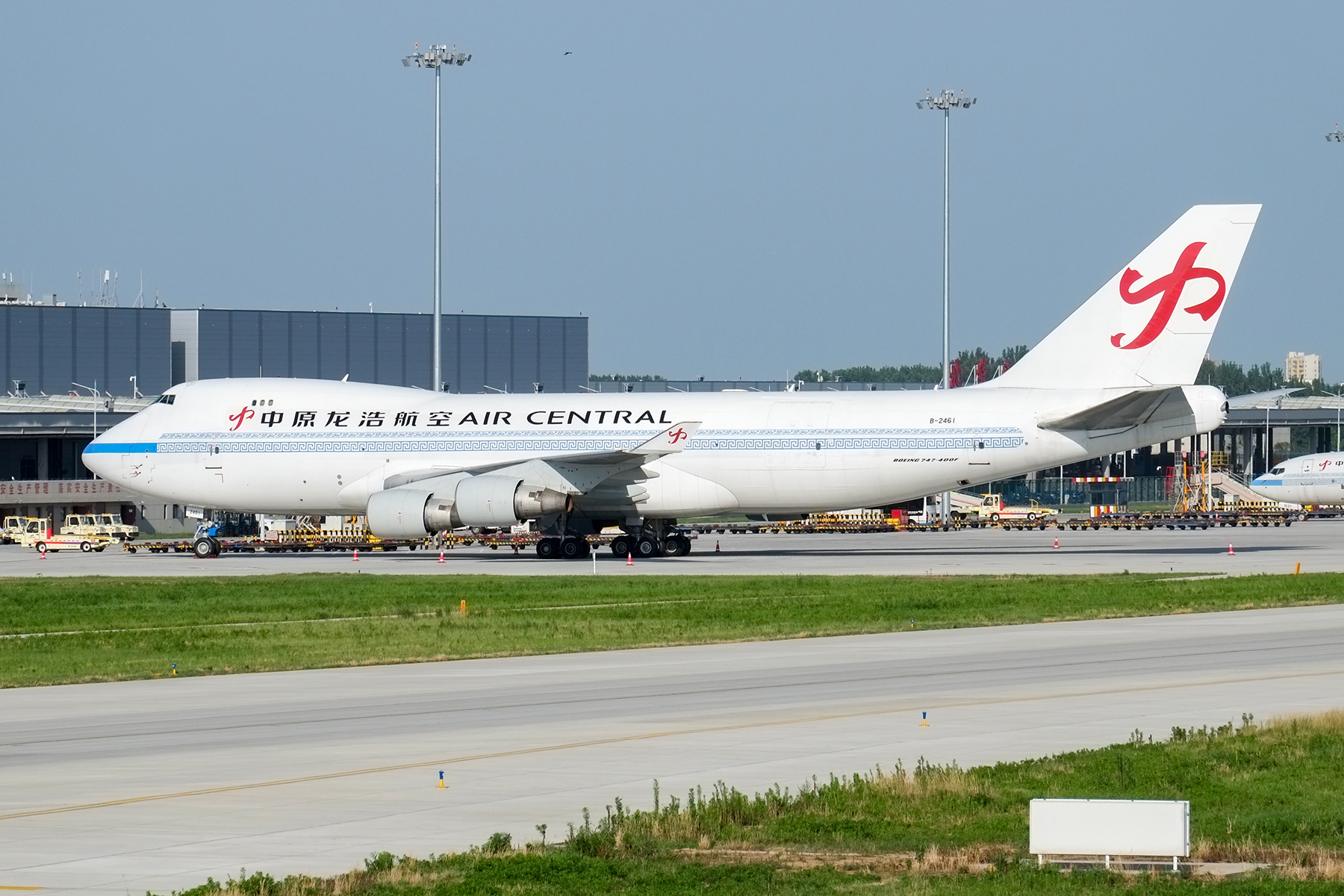
中原龙浩航空的波音747-400F型货机于北货站
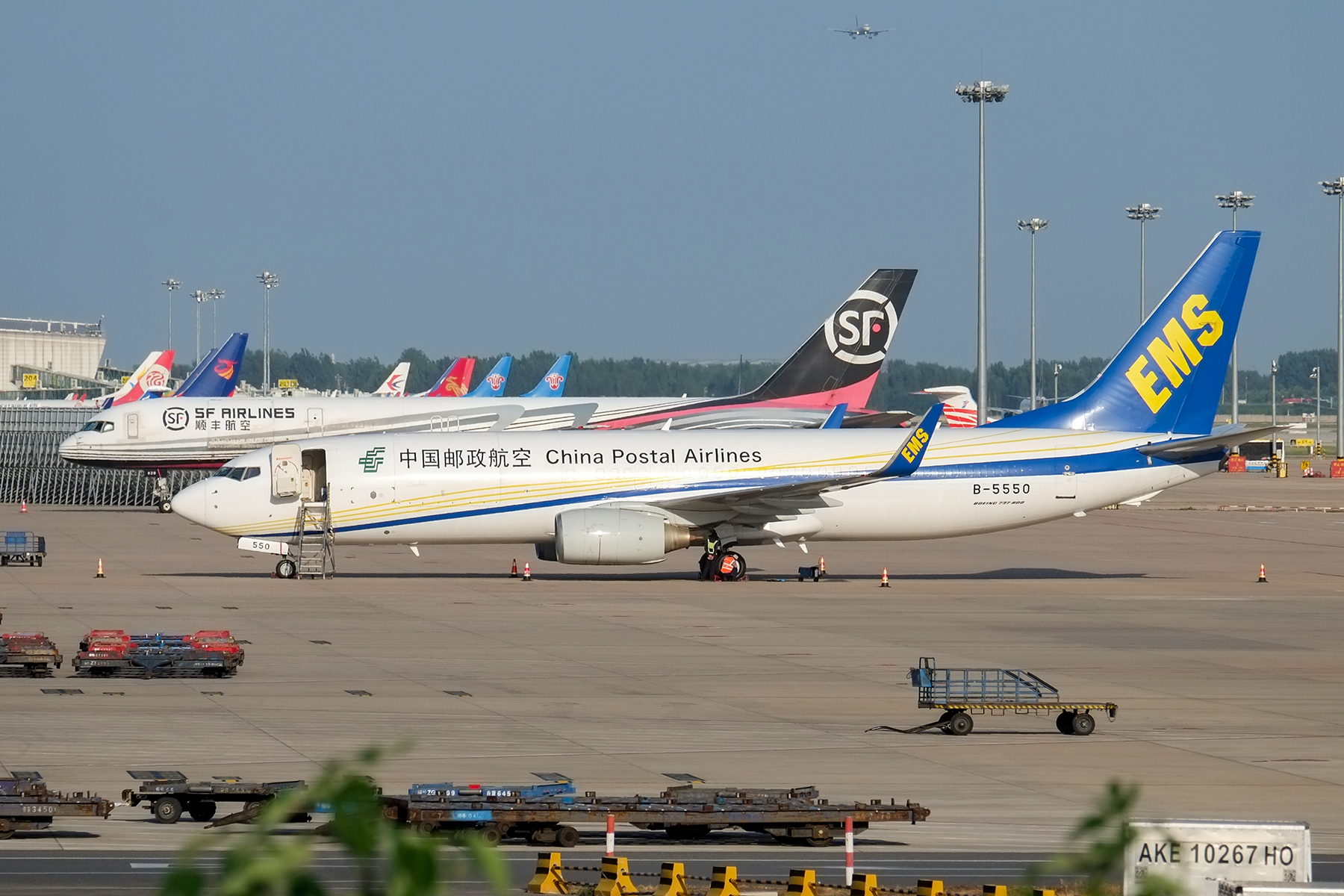
中国邮政航空和顺丰航空的货机于南货站

| IATA | 航空公司           | 飞行目的地（2015年夏秋航季，部分為2023年夏秋航季）                                               |
| ---- | ------------------ | ------------------------------------------------------------------------------------------------ |
| RU   | 俄罗斯空桥航空     | 莫斯科、阿姆斯特丹、芝加哥、成都、北京（首都）                                                   |
| 8Y   | 中国邮政航空       | 呼和浩特、南京、上海（浦東）、首爾（仁川）                                                       |
| O3   | 顺丰航空           | 武汉、深圳、石家庄、首尔（仁川）、广州、杭州、上海（浦東）、無錫、達卡、淮安                     |
| Y8   | 扬子江快运         | 上海（浦东）、新西伯利亚、阿姆斯特丹、哈恩、首尔（仁川）、香港、无锡、杭州、厦门、安克雷奇、天津 |
| CX   | 国泰航空           | 上海（浦东）、香港                                                                               |
| 5X   | 联合包裹           | 首尔（仁川）                                                                                     |
| CA   | 国际货运航空       | 上海（浦东）、阿姆斯特丹、法兰克福                                                               |
| RH   | 香港貨運航空       | 香港、天津                                                                                       |
| CZ   | 中国南方航空       | 洛杉矶、芝加哥、广州、莱比锡、安克雷奇、天津、重庆、阿姆斯特丹                                   |
| CK   | 中国货运航空       | 上海（浦东）、阿姆斯特丹、达卡                                                                   |
| CI   | 中华航空           | 台北（桃园）、南京                                                                               |
| 5Y   | 亚特拉斯航空       | 纽约、安克雷奇、巴库、上海（浦东）、芝加哥、迈阿密                                               |
| 7L   | 丝绸之路航空       | 巴库、哈恩、阿克纠宾斯克                                                                         |
| BR   | 长荣航空           | 台北（桃园）、重庆                                                                               |
| 9S   | 美国南方航空       | 安克雷奇、上海（浦东）、芝加哥                                                                   |
| CV   | 卢森堡货航         | 卢森堡、巴库、新西伯利亚、芝加哥、圣地亚哥、波多黎各                                             |
| MH   | 马来西亚航空       | 吉隆坡                                                                                           |
| 4B   | 俄罗斯航星航空     | 新西伯利亚、符拉迪沃斯托克                                                                       |
| KJ   | 仁川航空           | 首尔（仁川）                                                                                     |
| ET   | 埃塞俄比亞航空     | 列日                                                                                             |
| I9   | 中州航空           | 深圳、淮安                                                                                       |
| I9   | Challenge Airlines | 列日                                                                                             |
| I9   | 泰坦航空           | 塔什干                                                                                           |

## 统计
请参阅源Wikidata查询.

## 地面配套交通

### 公路客运
郑州机场高速和 京港澳高速是新郑机场的主要联外高速公路，两条高速公路都在机场收费站通过迎宾高架路连接机场航站楼。此外， 安新高速与 商登高速亦途径机场周边区域。除高速公路外，车辆亦可经华夏大道往来机场与郑州市区。

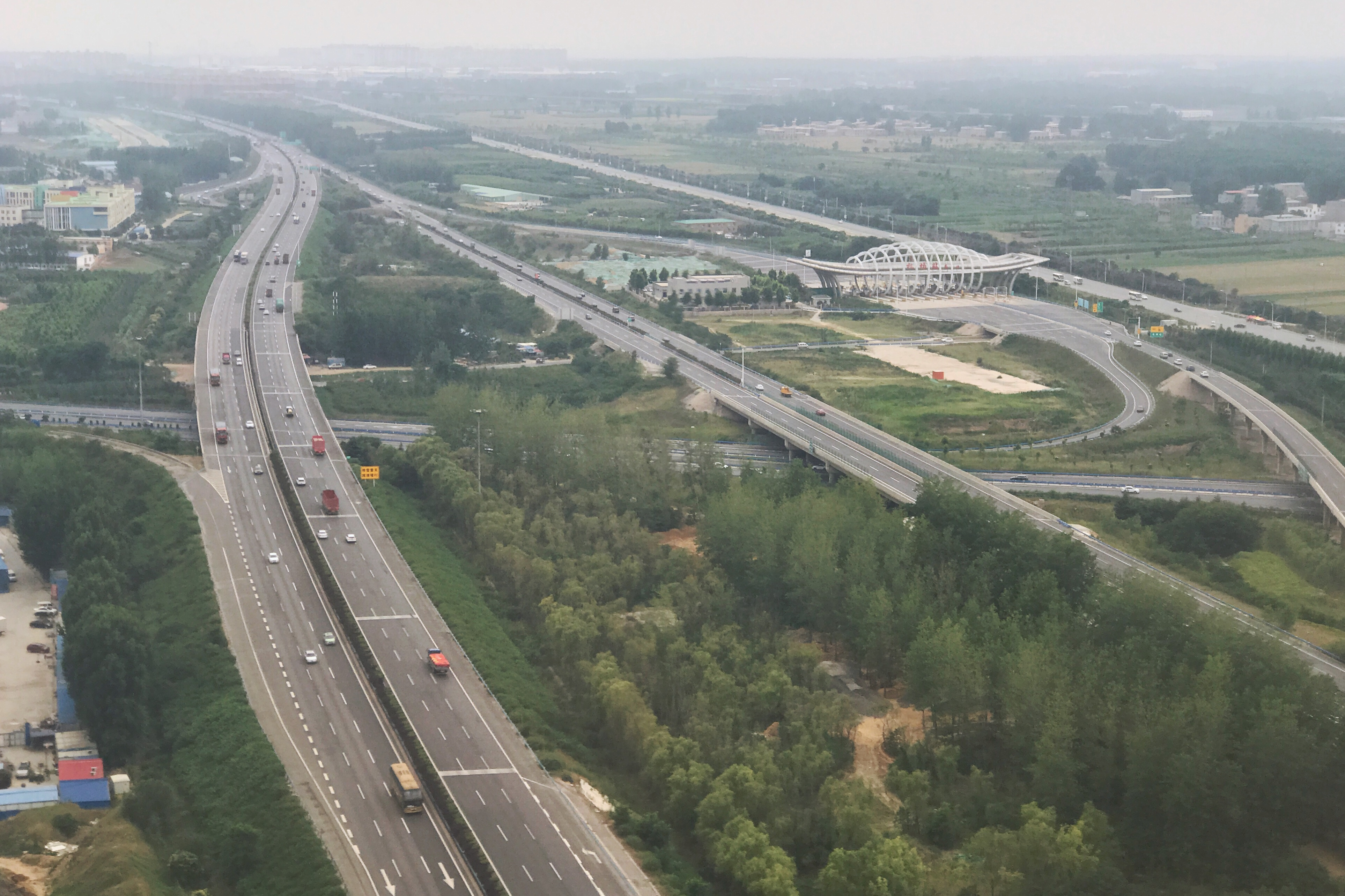
新郑机场附近的高速公路与机场收费站南区

新郑机场设有多条机场巴士线路，现在有4条线路往来郑州市区，以及往来河南省内各县市及邻近的晋城市、长治市、亳州市、菏泽市等地的长途巴士。此外，郑州公交也运营数条公交线路，服务机场与周边的郑州航空港区。乘客亦可乘坐出租车往来郑州市区及新郑机场，郑州市出租车起步价为8元（含2公里），超2公里后1.5元/公里，超10公里每公里收50%返程费；夜间（22时-次日凌晨6时）起步价为10元。
| T2航站楼 | T2航站楼         | T2航站楼 | T2航站楼     | T2航站楼 |
| 编号     | 路线             | 路线     | 路线         | 备注     |
| -------- | ---------------- | -------- | ------------ | -------- |
| 611      | 桥航路长安路     | ⇆        | 机场T2航站楼 |          |
| 612      | 郑州园博园南门   | ⇆        | 机场T2航站楼 |          |
| 613      | 航安二街机场六路 | ⇆        | 机场T2航站楼 |          |
| 638      | 苑陵路公交站     | ↺        | 苑陵路公交站 |          |
| Y630     | 郑州航空港站     | ⇆        | 机场T2航站楼 | 夜间服务 |
| Y636     | 洞庭湖路滨河西路 | ⇆        | 机场T2航站楼 | 夜间服务 |

| 新郑机场 | 新郑机场 | 新郑机场 | 新郑机场         | 新郑机场       |
| 编号     | 路线     | 路线     | 路线             | 备注           |
| -------- | -------- | -------- | ---------------- | -------------- |
| 机场2线  | 新郑机场 | ⇆        | 郑州东站         |                |
| 机场3线  | 新郑机场 | ⇆        | 中晟卡莱顿大酒店 | 经火车站西广场 |
| 机场4线  | 新郑机场 | ⇆        | 民航酒店         |                |

### 城际铁路

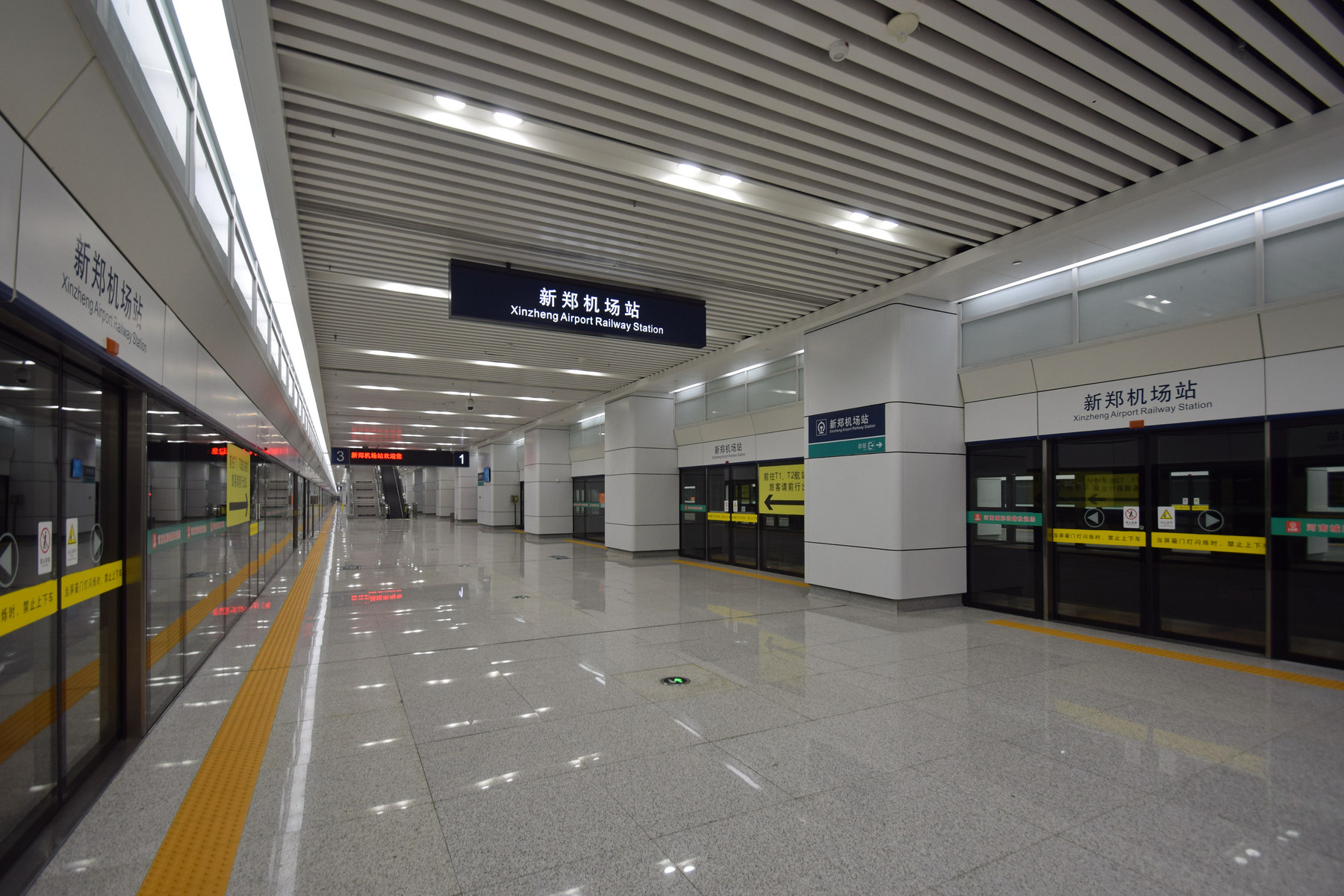
城际铁路新郑机场站站台

2009年12月，郑州至新郑国际机场的郑机城际铁路开工建设，2015年12月31日投入使用，从郑州东站到新郑机场的时间缩短至17分钟。城铁新郑机场站位于综合换乘中心（GTC），站厅及入口位于地下二层，站台位于地下三层。
此外，位于新郑机场东南方向约6公里的高铁枢纽站郑州航空港站已于2017年7月29日正式开工建设，并于2022年6月20日正式开通运营。该站为郑渝高速铁路、郑阜高速铁路，以及中原城市群城际铁路的重要枢纽站，与新郑机场之间通过郑机城际铁路和郑州地铁城郊线相连。

### 地铁

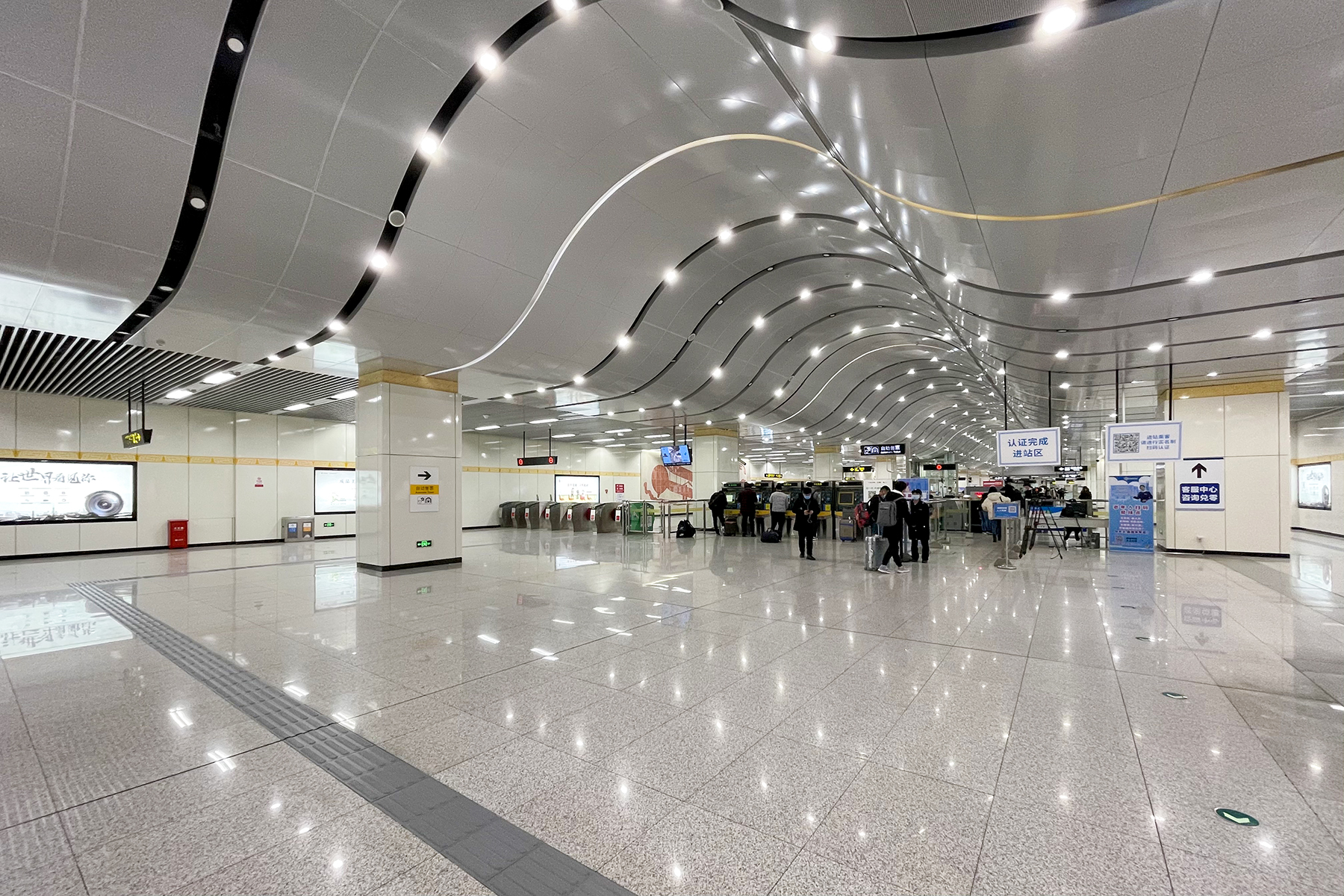
郑州地铁新郑机场站站厅

2017年1月12日，郑州地铁城郊线开通运营，地铁新郑机场站的城郊线部分位于城铁车站的北侧，其中站厅位于综合换乘中心（GTC）地下2层，站台位于地下三层。郑州地铁郑许线亦途径此站，惟郑许线车站位于综合换乘中心南侧，目前与城郊线只可通过站外换乘。

## 意外事故及事件
- 2014年2月4日晚18点33分，幸福航空一架编号为B-3455的新舟60在执飞太原经郑州飞往合肥的JR1533号航班时，在新郑机场降落滑跑过程中前起落架突然收起，导致机头触地，机上无人伤亡。新郑机场受此影响关闭至当日晚23点。[37]
- 2018年4月15日，中国国际航空由长沙飞往北京的1350号班机，因机上有乘客用钢笔挟持机组人员而紧急备降于新郑机场，事件中无人员伤亡[38][39]。